# Duomo di Parma

Francobollo dedicato al duomo di Parma

Il duomo di Parma, il cui nome ufficiale è quello di cattedrale di Santa Maria Assunta, consacrata nel 1106, è il luogo di culto cattolico più importante di Parma, la chiesa madre della diocesi omonima; è sede di una parrocchia compresa nella zona pastorale della città. Sorge in piazza Duomo, accanto al Battistero e al Palazzo vescovile.
Esternamente è in stile romanico, con la facciata a capanna, tipica anche delle chiese di altre città del settentrione d'Italia (ad esempio Piacenza, Pavia e Cremona). Internamente l'impianto romanico è rimasto, anche se gran parte degli interni (navata centrale, cupola, transetto) sono dovuti a successivi interventi rinascimentali. Alcune delle cappelle laterali sono state successivamente affrescate in stile gotico.
Nel giugno 1834 papa Gregorio XVI l'ha elevata al rango di basilica minore.

## Storia

### Origini e ricostruzione nel IX secolo
Una basilica paleocristiana posta nell'attuale piazza Duomo, la basilica ecclesia Sanctae Mariae, faceva parte del complesso episcopale, che comprendeva anche un battistero e la dimora del vescovo, e che si trovava in una zona allora periferica rispetto al cuore della città.
In seguito ad un incendio, che distrusse l'antica basilica, nel IX secolo, sotto l'episcopato di Guibodo, vennero avviati i lavori di ricostruzione della chiesa madre di Parma, in un sito poco distante da quello dell'antica chiesa. Al vescovo Guibodo si deve anche l'istituzione del Capitolo della Cattedrale. Nell'890 la cattedrale, dedicata a Maria Vergine madre di Dio, venne chiamata Domus.

### L'attuale cattedrale
La cattedrale voluta da Guibodo venne distrutta da un incendio nel 1055 o 1058. La ricostruzione, origine della fabbrica dell'attuale cattedrale, iniziò ad opera del vescovo Cadalo, più tardi conosciuto come Onorio II (antipapa dal 1061), e terminò nel 1074. La cattedrale fu consacrata nel 1106 da Pasquale II. Secondo alcuni studiosi, la facciata fu in parte ricostruita a seguito del terremoto del 1117, con lavori protrattisi fino al 1178. L'intero edificio a tre navate fu rivisto e ricostruito successivamente da Benedetto Antelami. Il protiro e loggia centrale della facciata, così come la cornice a coronamento superiore della facciata, furono aggiunti nel 1281 da Giambono da Bissone. La torre campanaria fu ricostruita dal vescovo Obizzo Sanvitale tra il 1282 e il 1290.
Era prevista la costruzione di un altro campanile, gemello al primo, alla sinistra della facciata, mai realizzato. A partire dal XV secolo vennero aggiunte le cappelle laterali, decorate da affreschi di notevole interesse.

### Fulmine
Nella notte fra il 21 il 22 ottobre 2009 il campanile della cattedrale venne raggiunto da un fulmine che colpì la copia dell'Angelo d'Oro, in particolare la grande croce che la scultura regge con la mano destra. I lavori di ristrutturazione in seguito all'incendio che si sviluppò all'interno della guglia terminarono il 19 settembre 2015.

## Descrizione

### Esterno

#### Facciata

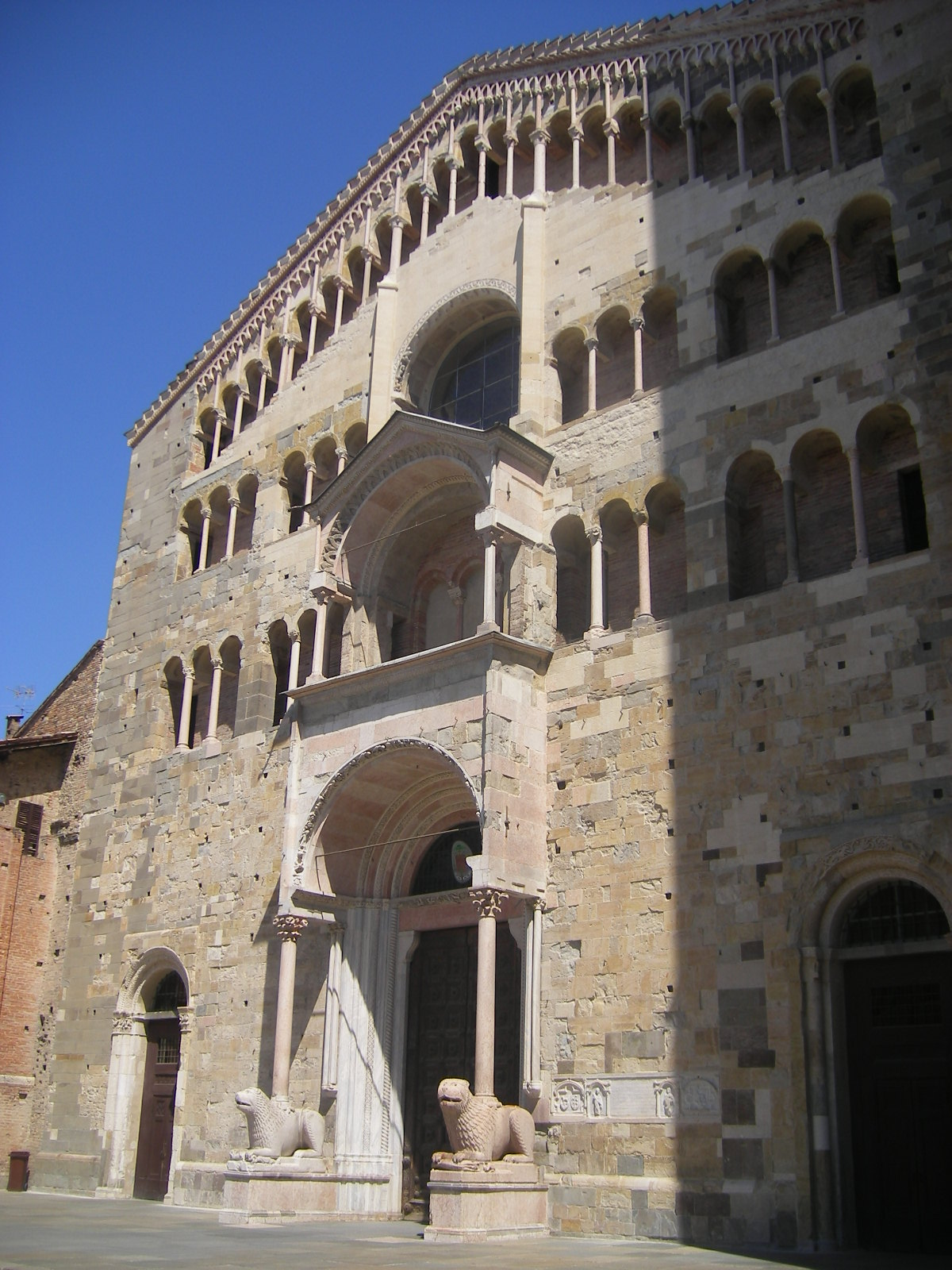
Facciata

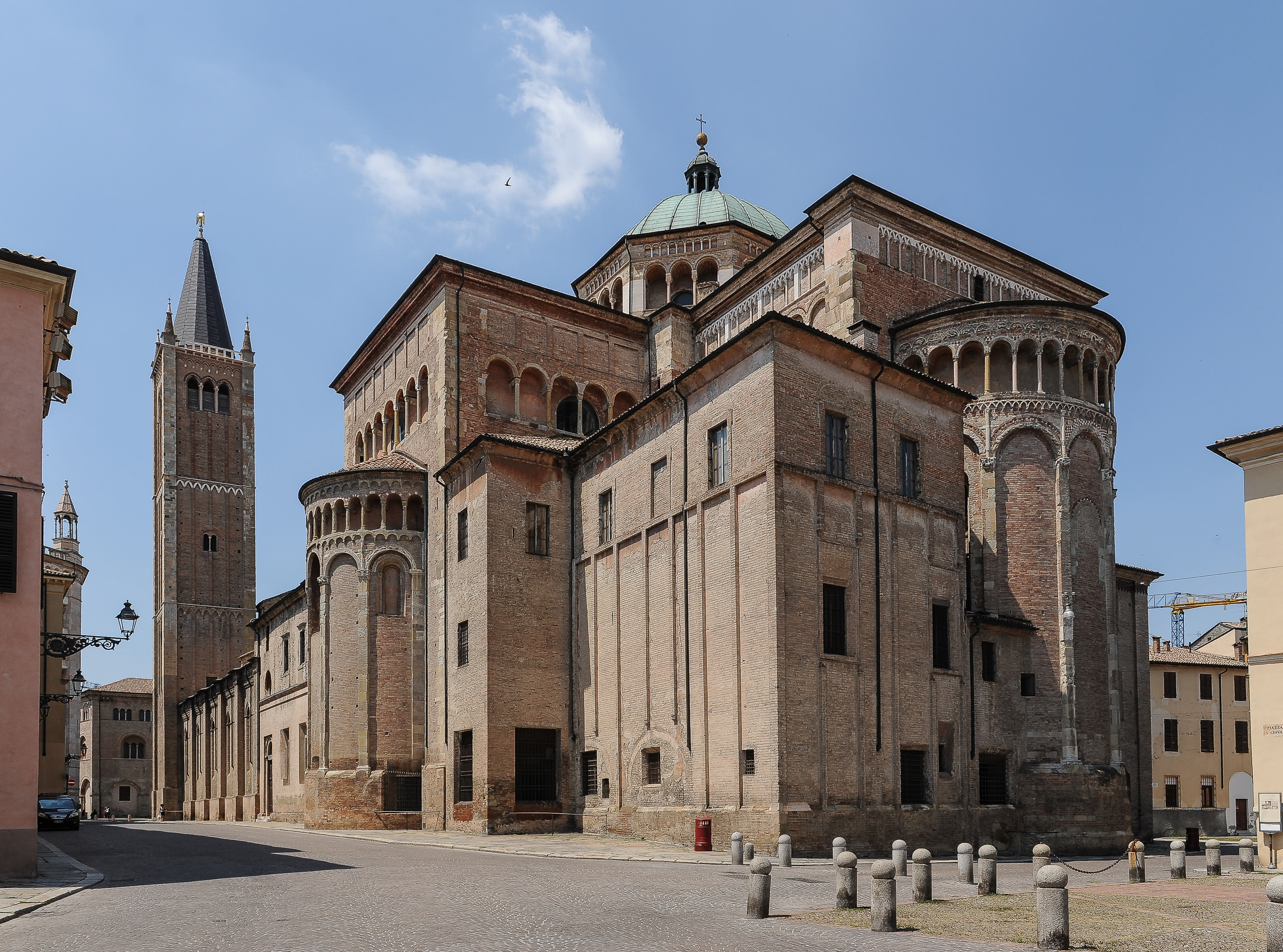
Transetto e zona absidale

La facciata della cattedrale di Santa Maria Assunta dà su piazza Duomo, sul lato opposto rispetto al Palazzo vescovile. Fu costruita, come tutta la chiesa, dopo l'incendio del 1055 o 1058 e terminata entro il 1074 dal vescovo Cadalo, anche se molte aggiunte ci furono fino al 1178 e poi, successivamente, nel 1281 quando furono aggiunti il protiro con loggia superiore e le tre cornici a livello del tetto. 
Essa è a capanna, con paramento murario in blocchi di pietra (arenaria) squadrati. La parte inferiore è liscia e vi si aprono i tre portali. I due laterali sono più piccoli ed antichi di quello centrale rifatto nel XIII secolo e tutti sono leggermente strombati e sormontati da una lunetta chiusa a vetrate. Il portale centrale è preceduto da un protiro, opera di Giambono da Bissone (1281), con arco a tutto sesto, poggiante su due colonne corinzie ognuna delle quali a sua volta sorretta da un leone stiloforo. Il bordo esterno del sottarco è ornato da un ciclo di rappresentazioni scultoree dei mesi dell'anno, recuperato dal portale più antico. Il protiro termina con una loggia con copertura a doppio spiovente e volta a botte, il cui archivolto è decorato con motivi ad archetti; la copertura è sorretta da una colonnina corinzia per lato. I battenti del portale centrale, finemente scolpiti in legno a rilievo, sono opera di Luchino Bianchino (1491). Alla destra del portale centrale è situata la lastra tombale del matematico Biagio Pelacani (1416).

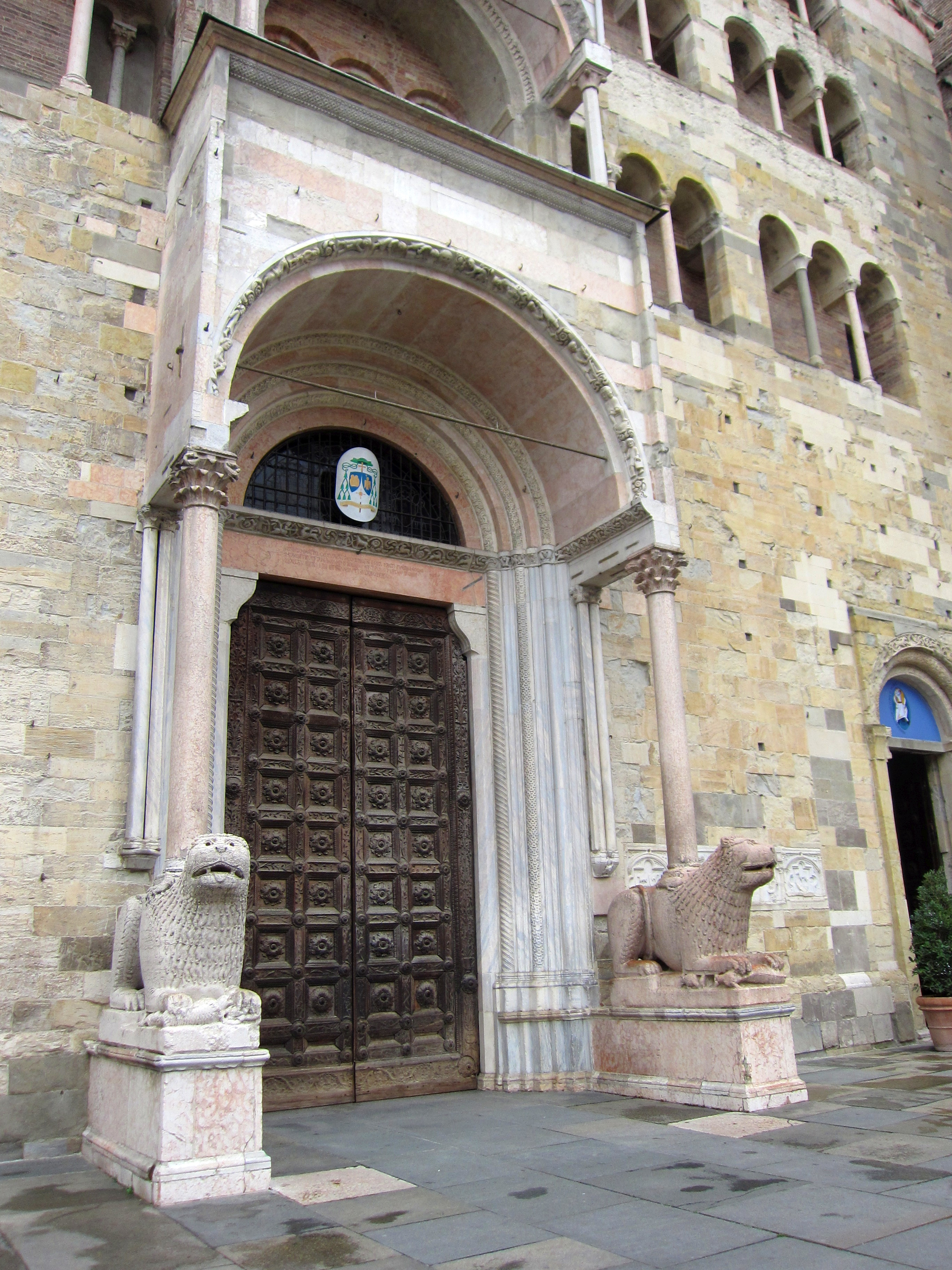
Protiro

Nella parte superiore della facciata, si aprono tre logge, disposte su livelli differenti. La loggia inferiore è costituita da quattro trifore con archetti poggianti su colonnine. La loggia intermedia ha il medesimo schema, ma è meno alta. Al centro, sopra la loggia del protiro, si apre una grande monofora con arco a tutto sesto, che dà luce all'interno. Nella seconda metà del XII secolo era presente un rosone, ma l'aggiunta della loggia sporgente sopra il protiro nel 1281 lo aveva dimezzato e fu quindi sostituito al tempo da una finestra, la cui vetrata fu prima dipinta ad olio nel XVI secolo e quindi sostituita da una vetrata fusa a piombo nel 1954 da Carlo Corvi e Guido Montanari. Visibile dall'interno, raffigura lo stemma del Monte di Pietà di Parma tra i santi Ilario e Bernardo.
La terza loggia segue l'andamento dei due spioventi del tetto ed è costituita da una successione di monofore sorrette anch'esse da colonnine; un elemento simile compare nello stesso periodo nel San Michele di Pavia. Le colonnine superiori alla loggia e la triplice cornice a coronamento con archetti intrecciati, torciglione e scaletta di sapore gotico sono in marmo rosso veronese ed aggiunte anch'esse nel 1281 per assecondare l'innalzamento del tetto.

#### Decorazioni della facciata

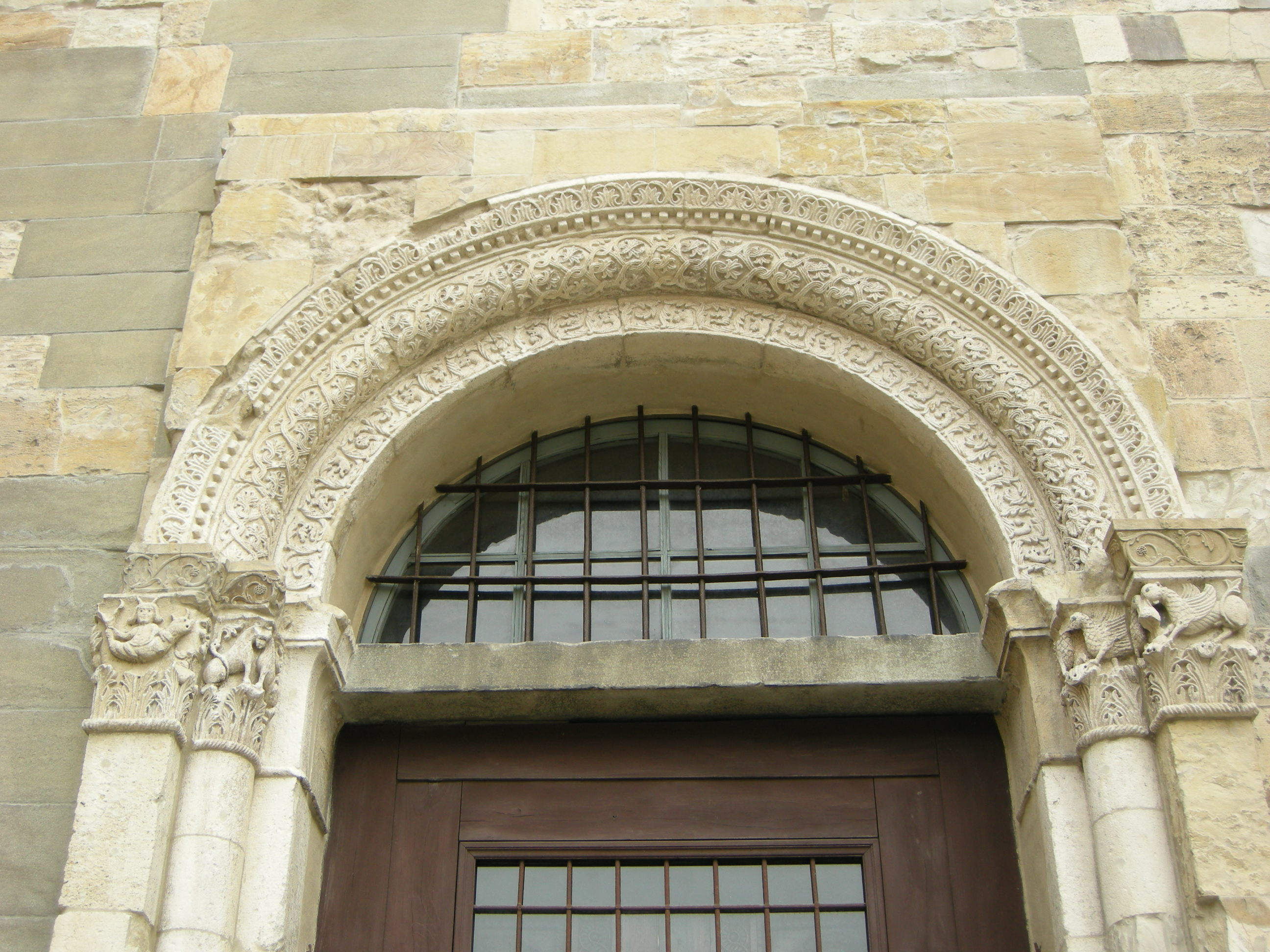
Portale sinistro

Il portale sinistro risale presumibilmente al XII secolo.  Su ogni lato, due dei tre capitelli sono decorati con figure animali e fantastiche. Da sinistra a destra:
- sirena
- due leoni
- due uccelli o grifoni
- due grifoni che bloccano un altro animale

La sirena, con sguardo ieratico che tiene senza sforzo e saldamente nelle mani la sua coda bi-caudata, dove una coda reca tralci vegetali e l’altra si è trasformata in mostro, rappresenta l’uomo giusto che riesce a governare le forze del male. I due grifoni sul lato opposto tengono con il loro arto e il becco una preda bloccata. Sono simbolo di Gesù Cristo Giudice che nel suo dualismo salva e punisce ed in questo caso imprigiona un’anima ribelle maligna. Si tratta di due anime contrapposte, una giusta, vincente e libera e la seconda peccatrice, perdente e punita. 
Sugli altri due capitelli, i due leoni e i due uccelli (o grifoni) che fondono le loro teste in una sola rappresentano il Cristo Salvatore, ancora nel suo dualismo di “punitore” e “salvatore”.  Tra i due uccelli forse era presente ancora una creatura, ma sicuramente non tenuta bloccata con becchi e zampe, come nel primo caso, alludendo al Cristo Salvatore che tutela a protegge senza che vi sia lotta. La posizione più interna e vicina all’entrata della chiesa di queste due coppie indica il passaggio del fedele dal mondo esterno fatto di lotta tra il bene ed il male a quello interno rassicurante della chiesa, dove il Cristo ha definitivamente vinto il male. I tre archivolti recano girali vegetali.
Il portale destro coevo ha un peggiore stato di conservazione. Si distingue la Visitazione sul capitello più a destra ed un archivolto con animali.

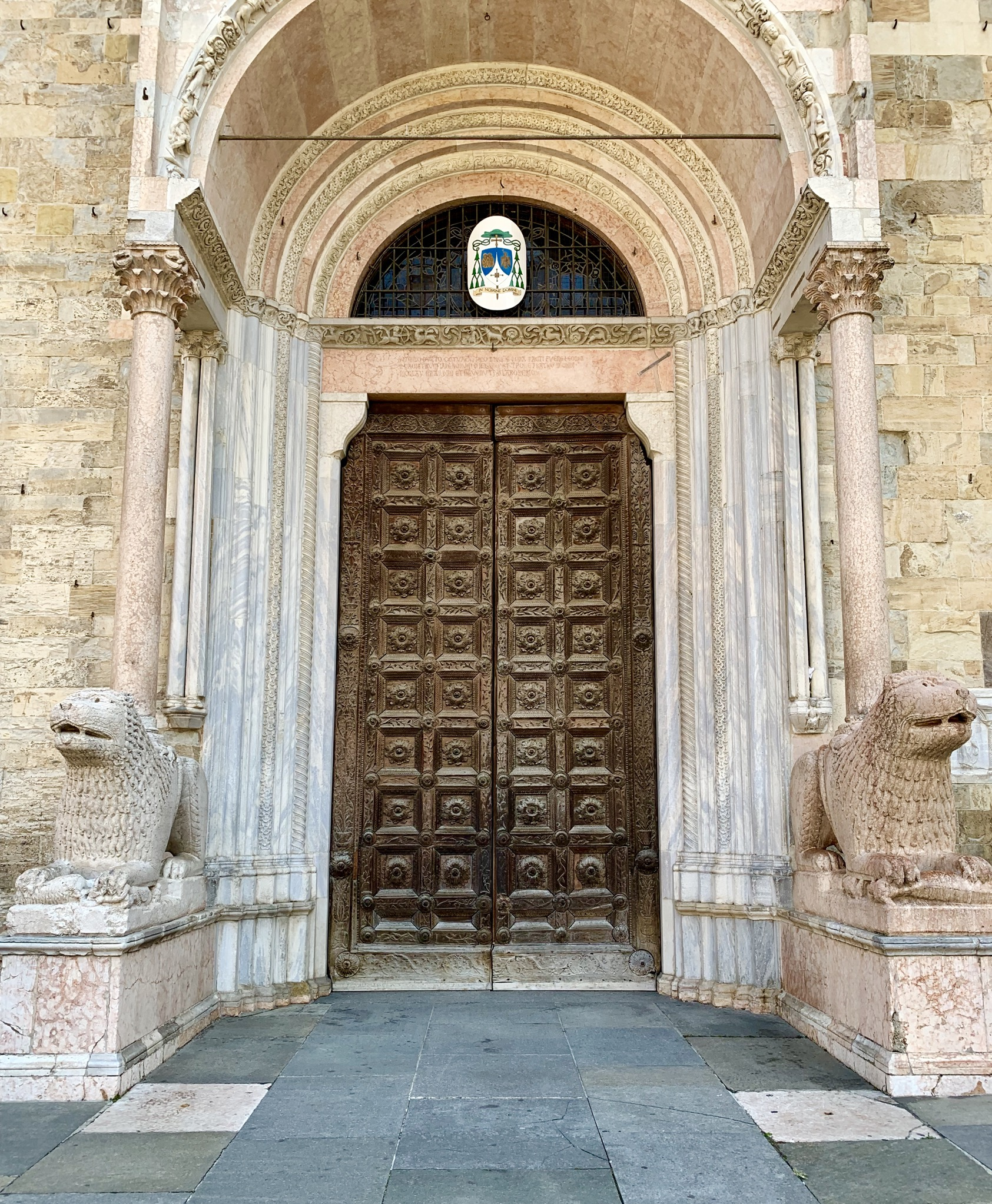
Portale centrale

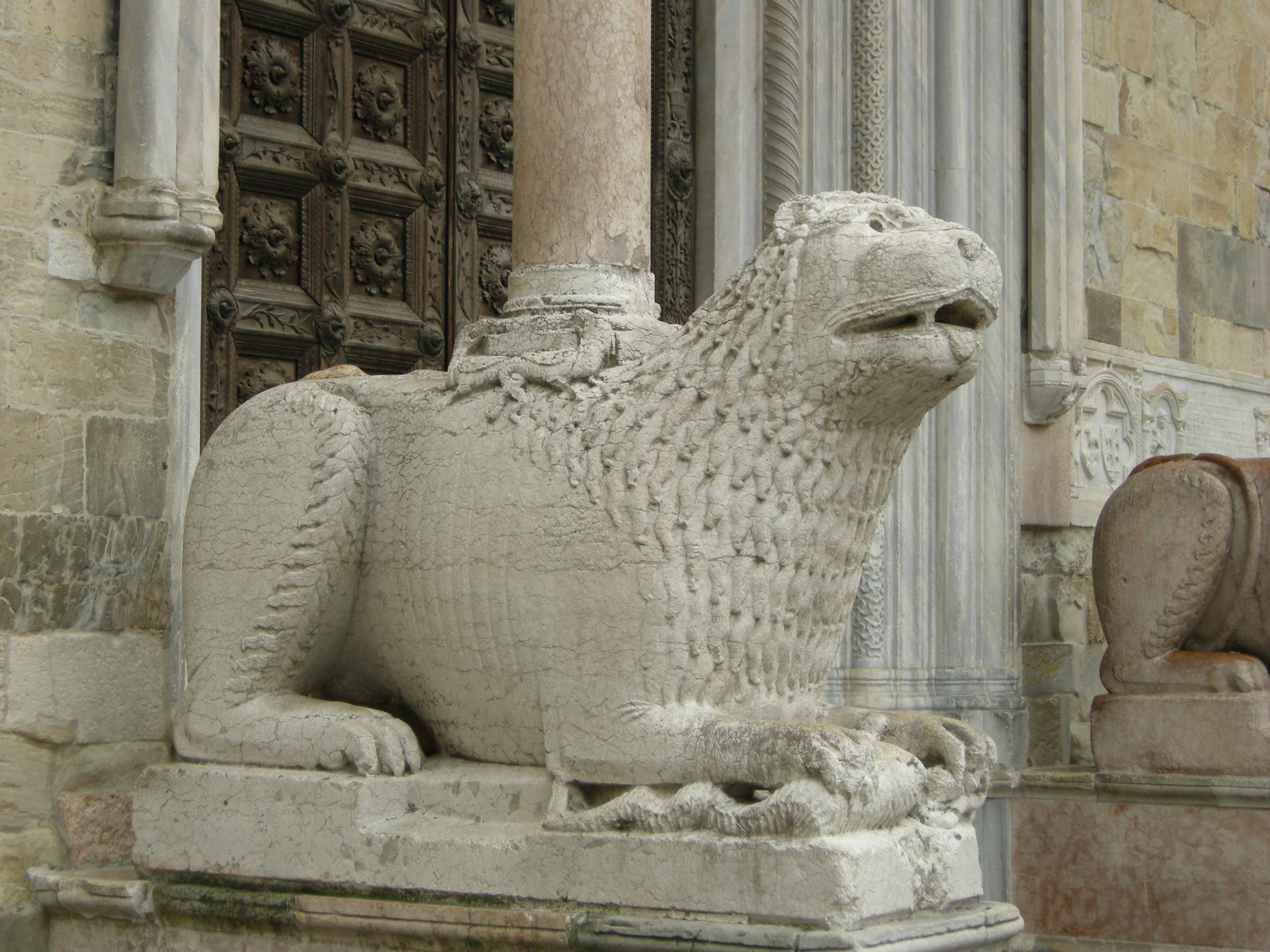
Leone stiloforo sinistro con drago

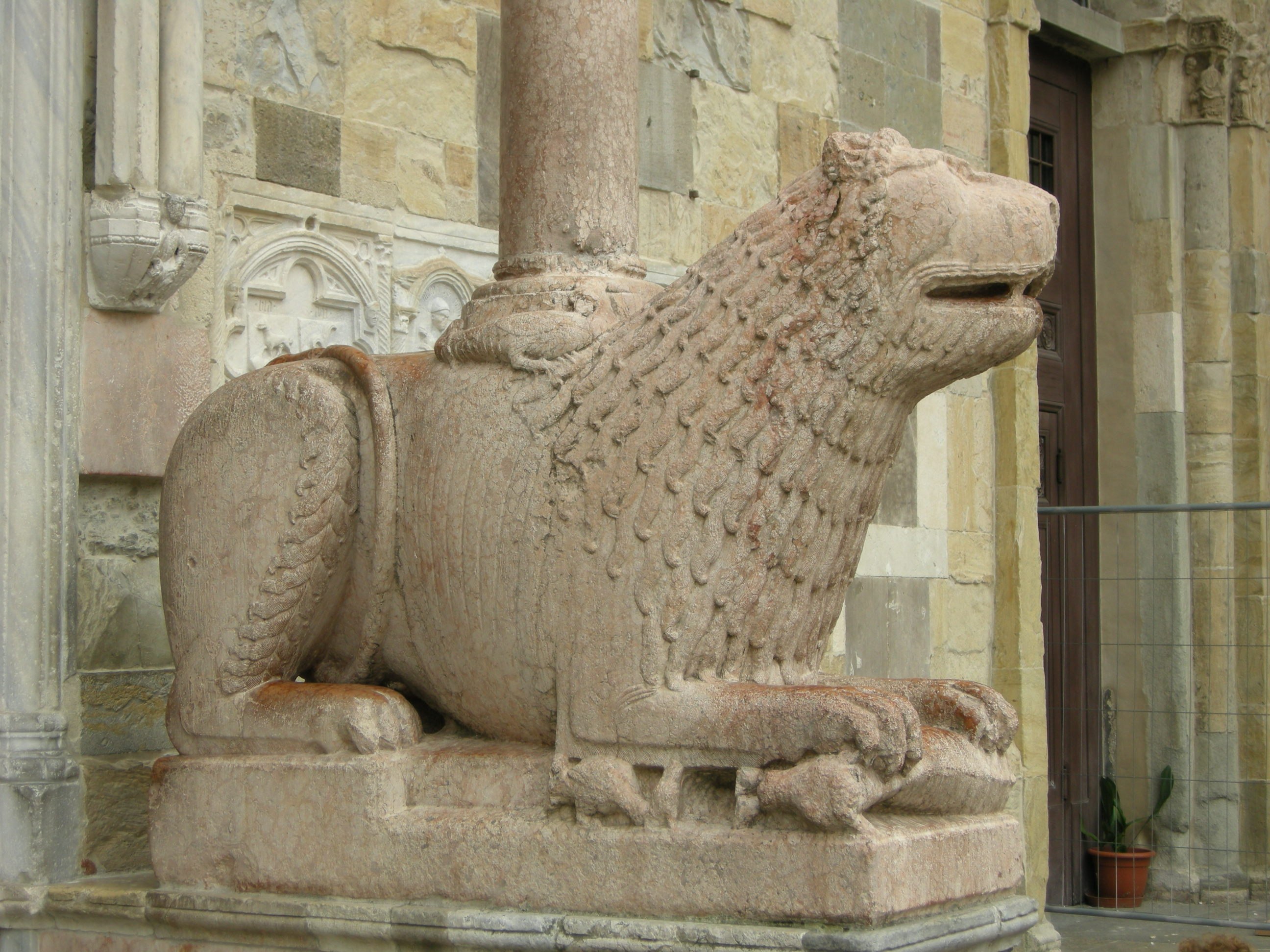
Leone stiloforo destro con bue

Il portale centrale reca sull’architrave la data e firma dell’autore: “Nell’anno 1281, indizione nona, furono fatti i leoni per opera del maestro Giambono da Bissone e la tempo dei fratelli Guido, Nicolai, Bernardino e Benvenuto della fabbriceria”. Il fregio soprastante, che corre fino a tutti i lati interni laterali del protiro, reca sui lati leoni e draghi che emanano racemi vegetali, simbolo della difficoltà della vita terrena generata dal male. Sui lati obliqui del fregio una vigorosa e faticosa lotta tra il bene ed il male, che si tramuta in maggiore controllo sul fregio centrale, dove compaiono simboli positivi ed in controllo, come l’uomo che combatte una chimera, un cervo (anima pia) che è cacciato da un centauro (maligno) ma che sembra accettare il suo martirio con serenità e dignità, leoni e grifoni in controllo su serpenti e lepri senza scampo.  Al centro, che è sempre la posizione più importante, un cacciatore con il corno che tiene al guinzaglio un cane (il cacciatore è sempre simbolo positivo nel medioevo perché procaccia cibo per la comunità e disinfesta boschi e campagne da bestie pericolose per l’uomo, bestiame e raccolto).
I due leoni stilofori tengono sotto le zampe un drago (a sinistra) ed un bue (a destra) e rappresentano il Cristo Giudice che condanna e salva, rispettivamente, le anime peccatrici e benigne.  I leoni sostengono colonne con capitelli corinzi mentre più indietro, addossate alla facciata, coppie di colonne binate con capitelli corinzi più piccoli racchiudono la strombatura del portale con sei semicolonne per lato, di cui le tre maggiori lasciate rispettivamente lisce, decorate con motivi vegetali e decorati col torciglione. Dopo i capitelli la decorazione prosegue negli archivolti con motivi ancora vegetali.
Nella modanatura più esterna della volta a botte del protiro sono state inserite le formelle recuperate dal più antico portale (data incerta nell’arco 1070-1200). Raffigurano il ciclo dei mesi, a partire da marzo in basso a sinistra (l’anno medievale iniziava il 25 marzo, data in cui si festeggiava l’annunciazione e concepimento di Gesù, nove mesi prima del Natale) fino a febbraio in basso a destra. Nella modanatura corrispondente della loggia soprastante motivi ad archi.

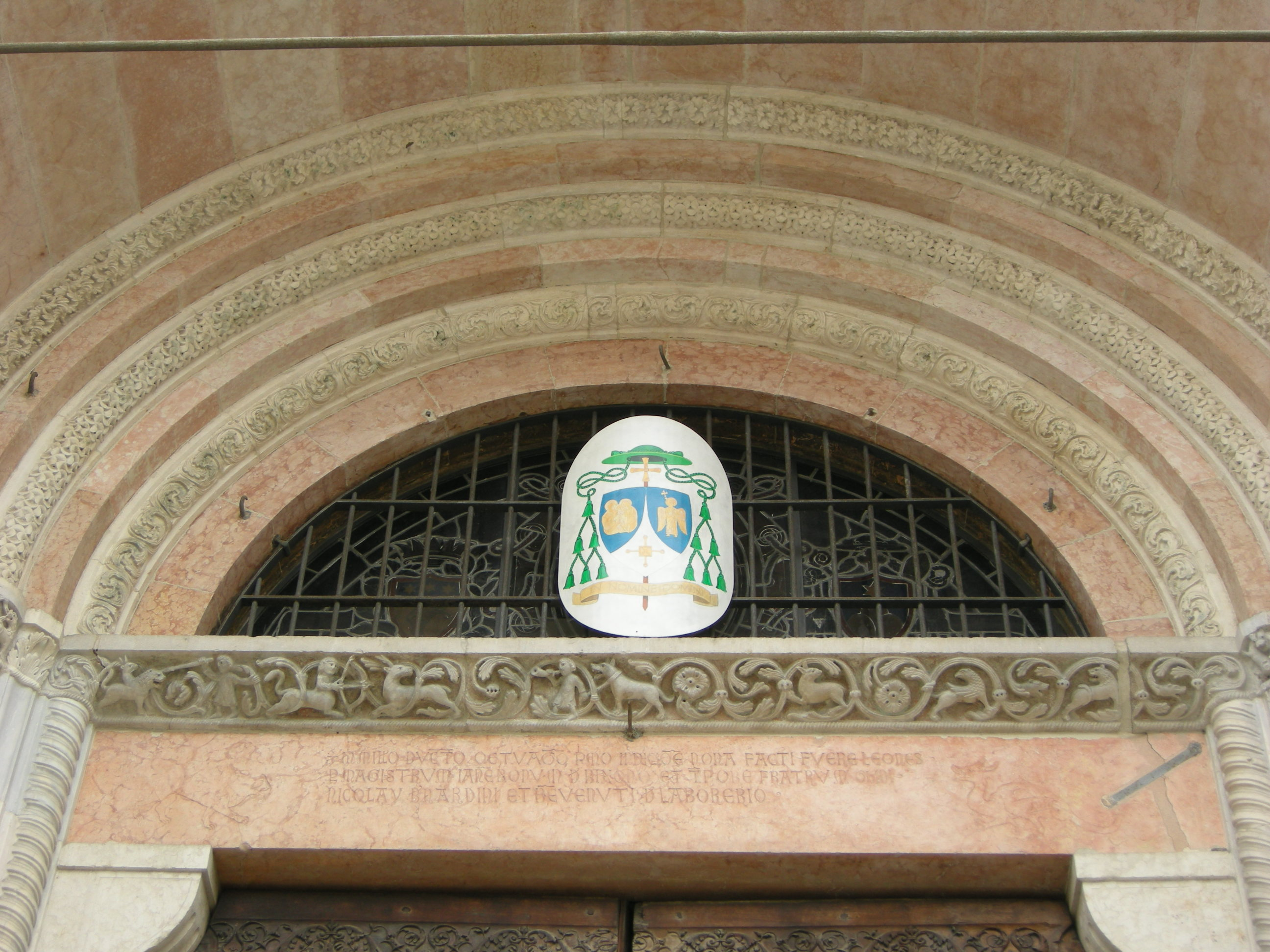
Architrave con epigrafe e porzione centrale del fregio
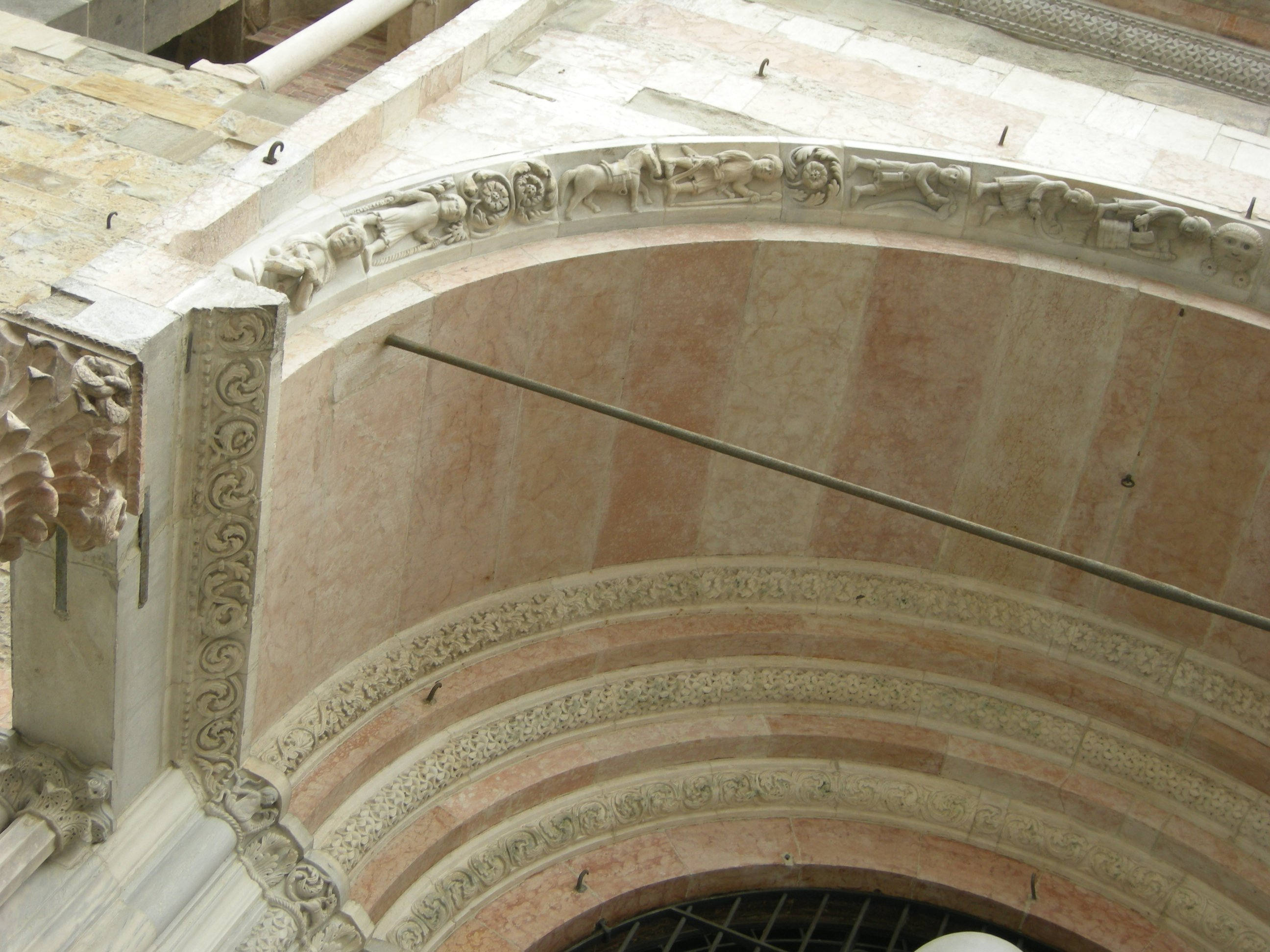
Fregio del protiro ed archivolto con mesi (lato sinistro)
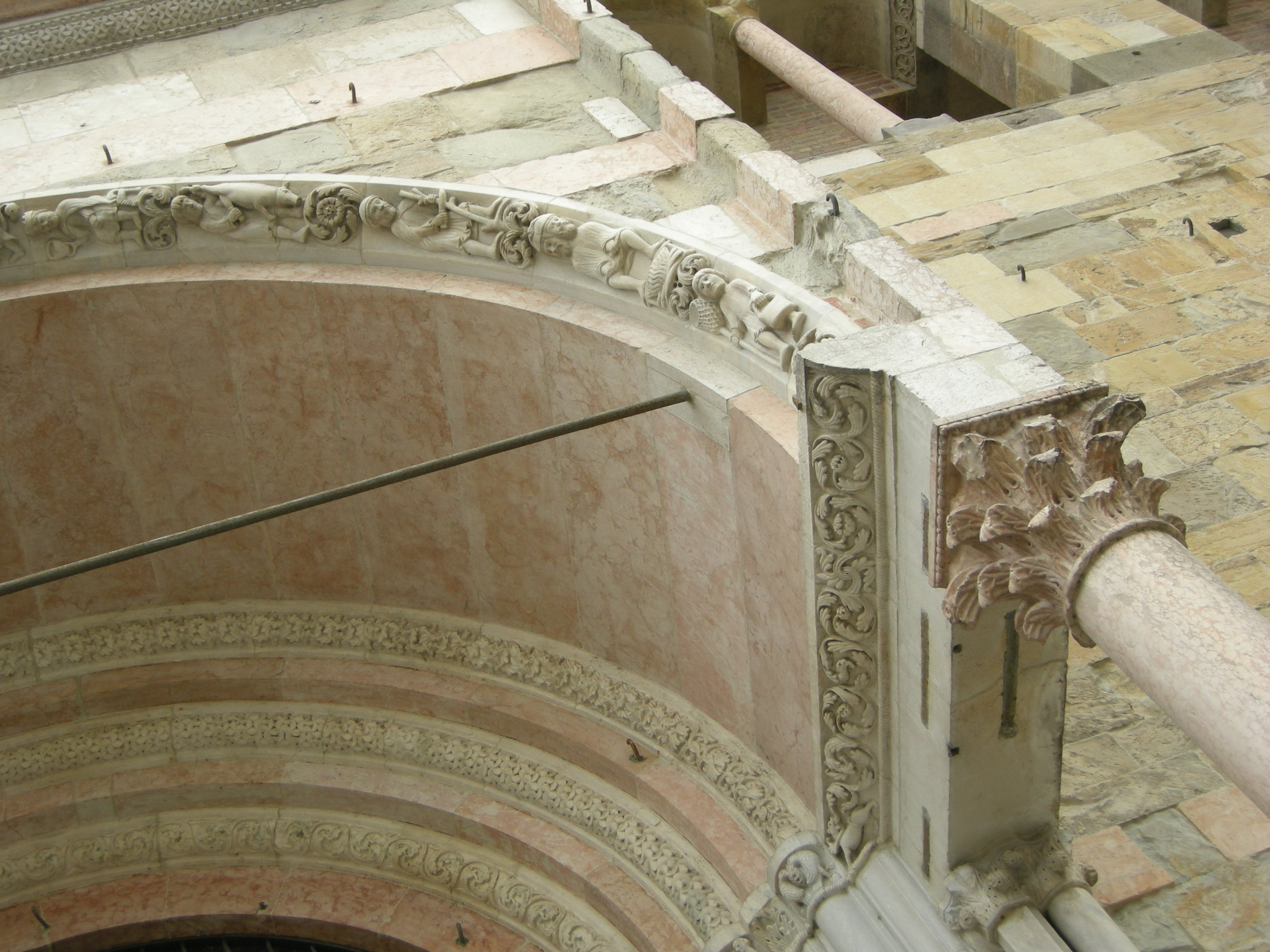
Fregio del protiro ed archivolto con mesi (lato destro)
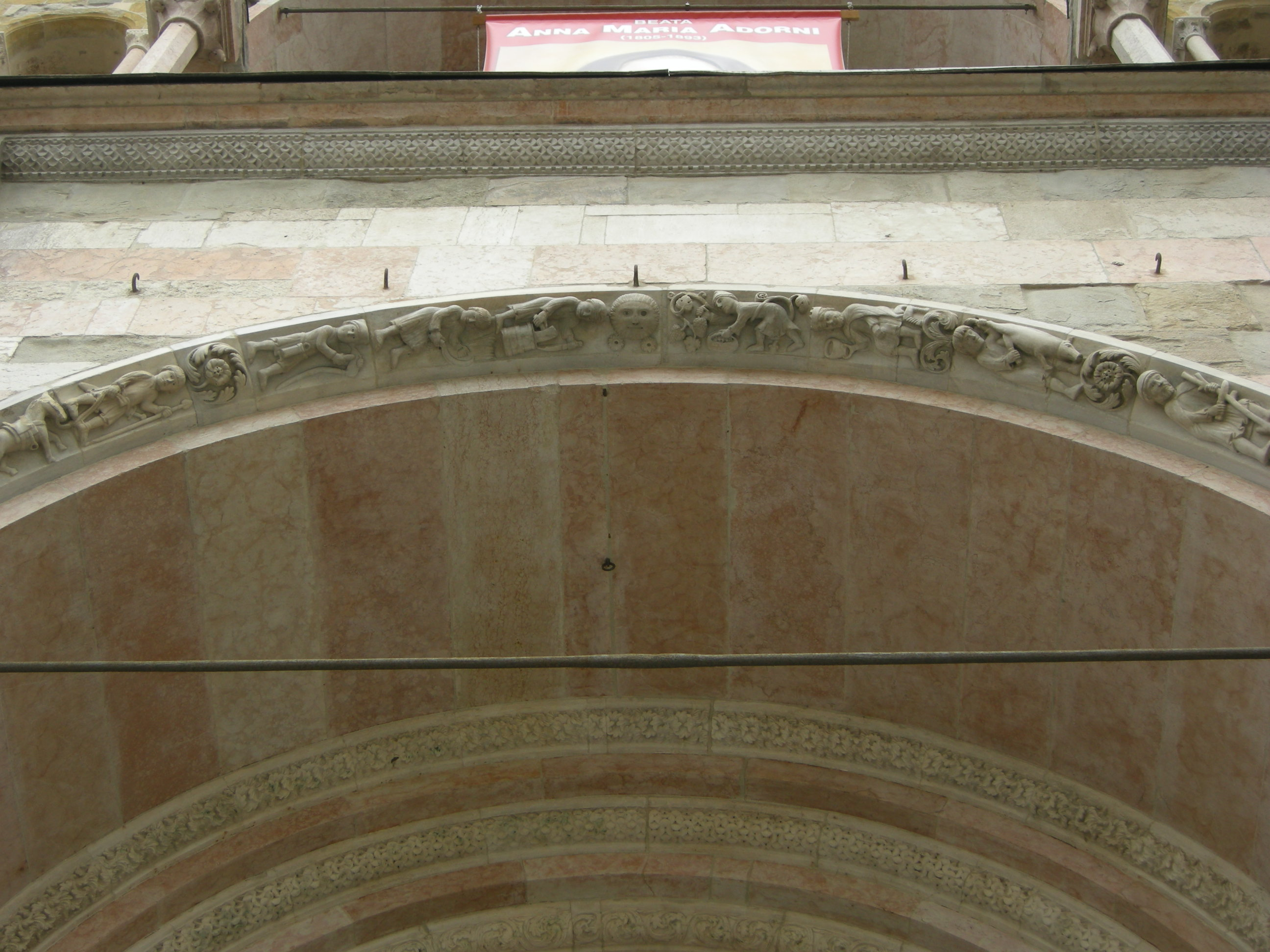
Archivolto con mesi (zona centrale)
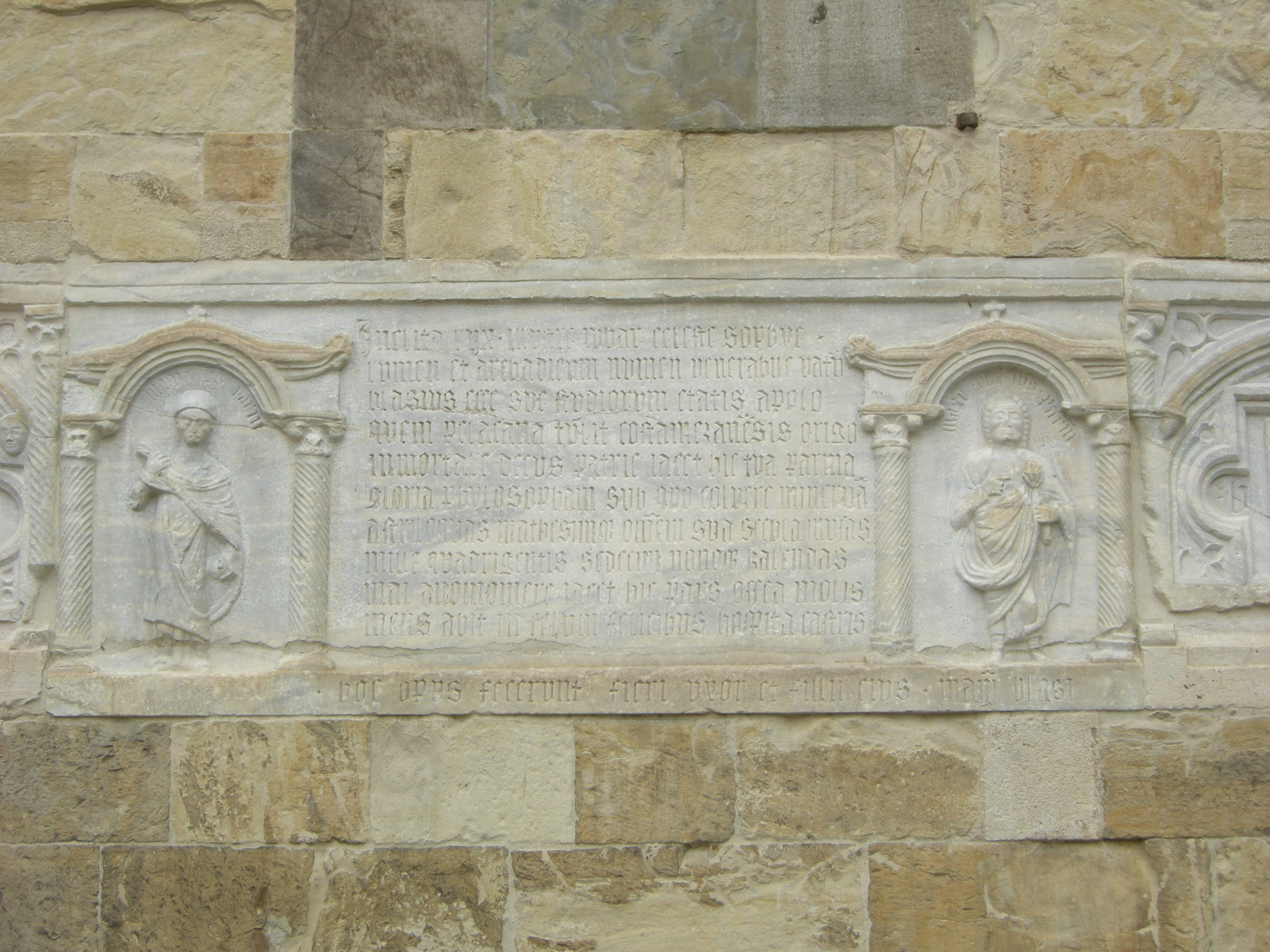
La tomba di Biagio Pelacani

#### Campanile

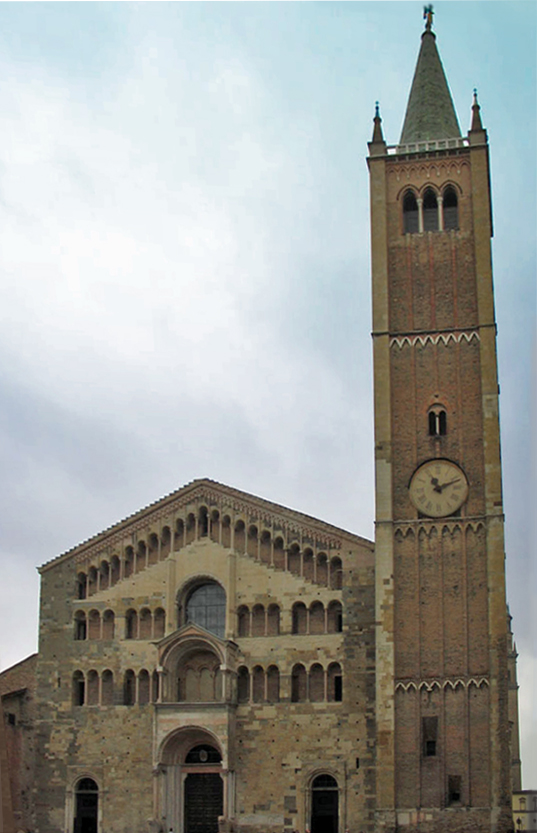
La facciata e il campanile

Alla destra della facciata, su piazza Duomo, si eleva la torre campanaria, alta 63 metri.
Essa fu costruita in stile romanico lombardo tra il 1284 e il 1294 in sostituzione di una torre più antica. Solo la cuspide e l'angelo posto sulla sommità furono realizzati più tardi, in data imprecisata dopo il 1336. Il paramento murario è in mattoni scuri a vista, ad eccezione degli angoli, rivestiti con blocchi di marmo. Il campanile è suddiviso orizzontalmente in quattro fasce da cornicioni decorati con archetti ciechi ogivali in marmo, di sapore gotico. Ogni fascia è poi suddivisa, su ciascuno dei quattro lati, in quattro campi mediante lesene. 

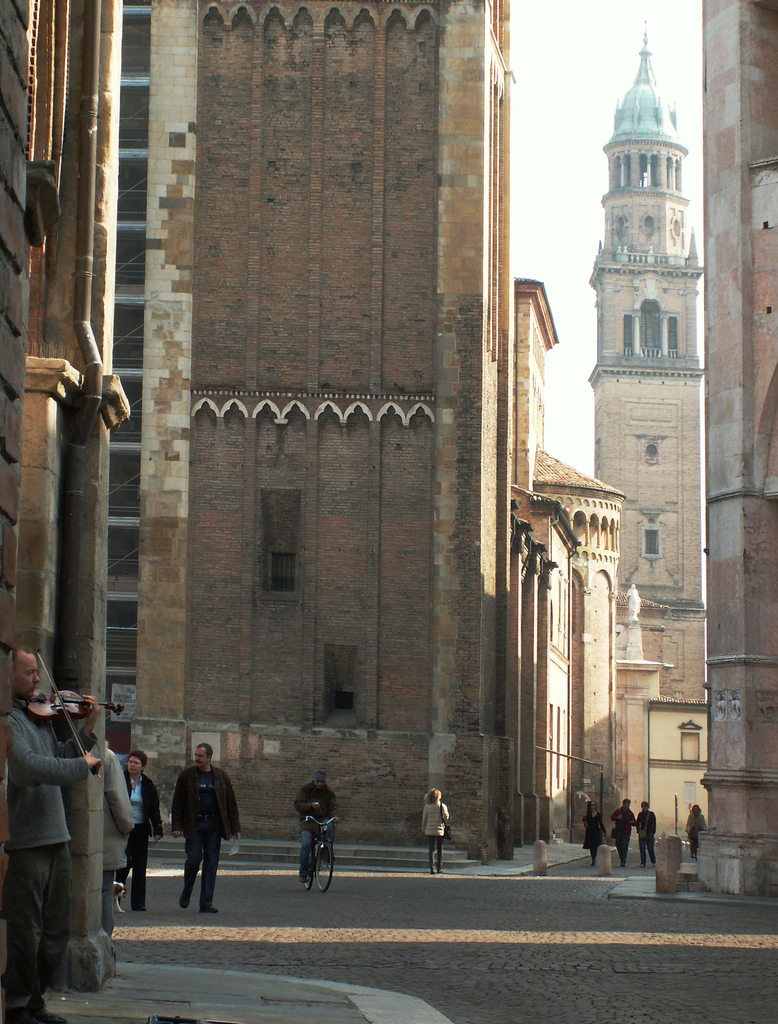
prima fascia del campanile

Nella prima fascia, quella più bassa, si aprono, sul lato anteriore, due finestre rettangolari e, sul lato destro, una porta. La seconda fascia non ha aperture sull'esterno. Su ognuno dei quattro lati della terza fascia si apre una piccola bifora e, su quello anteriore, si trova il quadrante dell'orologio. Nella parte superiore della quarta fascia, infine, su ognuno dei quattro lati si apre una trifora, corrispondente alla cella campanaria. Alla sommità del campanile, corre una prima cornice ad archetti piccoli intrecciati, quindi una seconda cornice in pietra ed infine una balaustra in marmo e, ai lati, vi sono delle guglie. La copertura è costituita da una cuspide a forma piramidale, con base ottagonale e, sopra di essa, vi è una statua in rame martellato e dorato di un angelo anemografo di 1,42 metri con in mano la croce, entrambi costruiti dopo il 1336 (l'angelo è una copia dell'originale, attualmente collocato nel Museo diocesano).
All'interno della cella campanaria, si trovano sei campane in si bemolle maggiore, intonate secondo il tipico accordo cremasco (che corrisponde alle note I, III, V, VIII, IX e X della scala diatonica maggiore). La più grande corrisponde alla nota Si♭ 2 ed è detta Bajon, che venne fusa in bronzo nel 1287 da un fonditore pisano riutilizzando il materiale di una campana precedente, del 1285. Venne nuovamente fusa nel 1481 e, tra il XVI e il XIX secolo, altre sei volte. Venne rifusa per l'ultima volta nel 1962 dal fonditore Paolo Capanni di Castelnovo né Monti (RE). L'ultima campana entrata a far parte del concerto campanario del Duomo di Parma è la seconda piccola (in nota Do4), opera della fonderia Allanconi di Bolzone (CR) e realizzata nel 2006. Di seguito, le campane presenti nel campanile:
| Nome         | Nota  | Anno della prima fusione |
| ------------ | ----- | ------------------------ |
| Bajon        | Si♭ 2 | 1285                     |
| Ugolina      | Re 3  | 1588                     |
| Vecchia      | Fa 3  | 1453                     |
| Zafferana    | Si♭ 3 | 1806                     |
| Nongentesima | Do 4  | 2006                     |
| Quinta       | Re 4  | 1806                     |

Alla sinistra della facciata si trova la cosiddetta torre mozza, iniziata nel 1602 dall'architetto Smeraldo Smeraldi e mai portata a termine.

### Interno

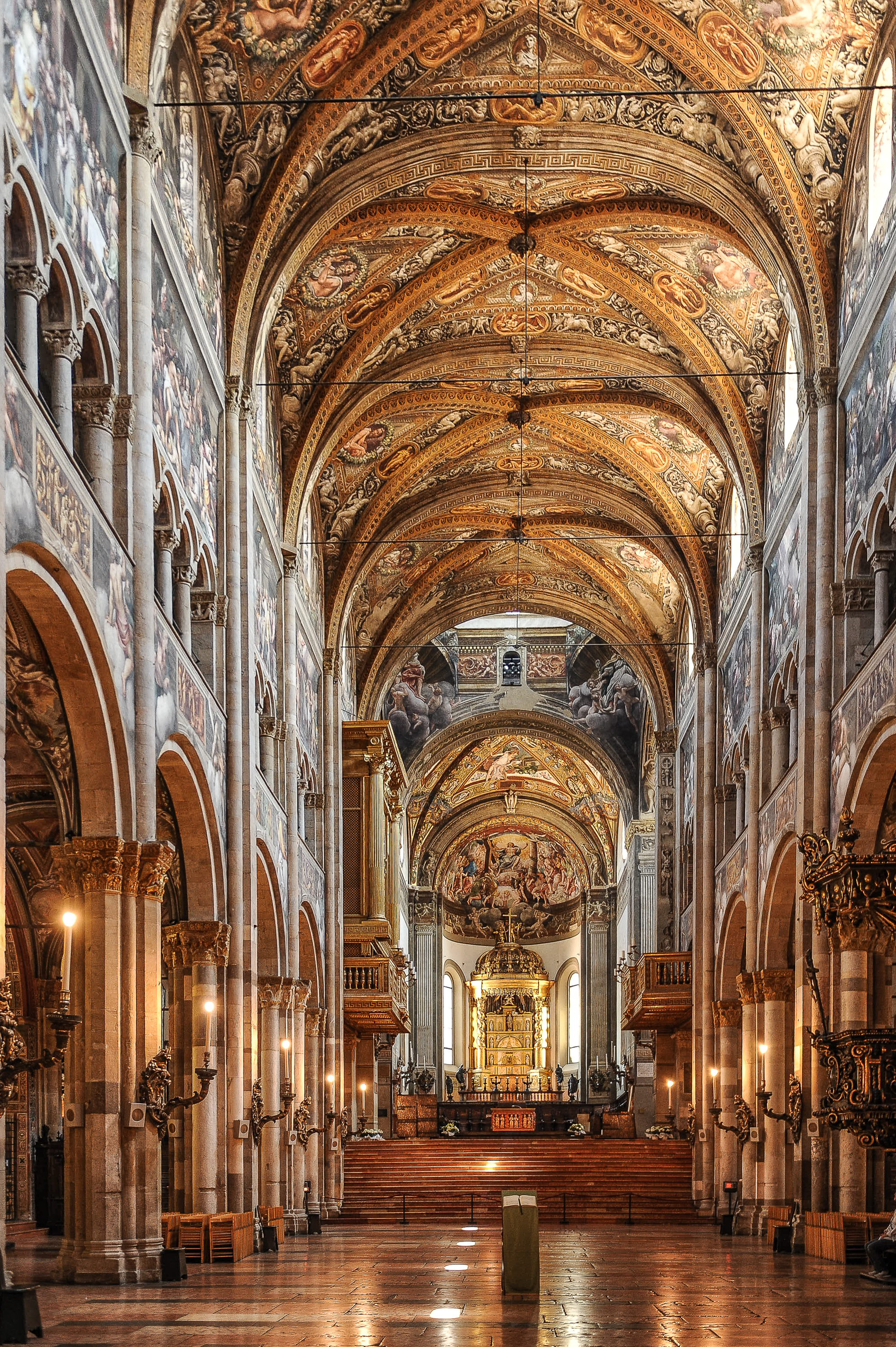
Interno

Pianta della Cattedrale

L'interno della cattedrale di Santa Maria Assunta è a croce latina, con tre navate di sette campate ciascuna, transetto costituito da due bracci gemelli con absidi e profondo coro, con campata quadrangolare e abside semicircolare. La struttura è ancora quella romanica dell'XI secolo, con aggiunte successive.

#### Navata centrale
La navata centrale è larga il doppio delle due laterali ed è, come queste ultime, coperta con volta a crociera; lo schema di ciascuna delle due pareti laterali di ogni campata è il seguente: dal basso, l'arco a tutto sesto di comunicazione con la navata laterale; sopra di questo, la quadrifora con archetti sorretti da colonnine, che dà sul matroneo; in alto, una monofora che dà sull'esterno. Tra la terza e la quarta campata, a ridosso della semicolonna di destra, si trova il pulpito ligneo riccamente scolpito, opera di Paolo Froni (1613).
Le pareti della navata centrale sono ornate dal ciclo di affreschi, opera di Lattanzio Gambara, che li realizzò tra il 1567 e il 1573. Essi si sviluppano su tre fasce, ognuna delle quali corrisponde ad una tematica: dal basso, tra gli archi di comunicazione fra le navate e il matroneo, episodi dall'Antico Testamento; fra il matroneo e le lunette, episodi dal Nuovo Testamento; nelle lunette, figure allegoriche; la lunetta della parete sinistra della settima campata, è stata dipinta nel 1585 da Innocenzo Martini. Sulla controfacciata, vi è un grande affresco raffigurante l'Ascensione di Cristo, dipinto da Lattanzio Gambara tra il 1571 e il 1573. Gli affreschi della volta sono opera di Girolamo Bedoli-Mazzola, che li dipinse tra il 1555 e il 1557.

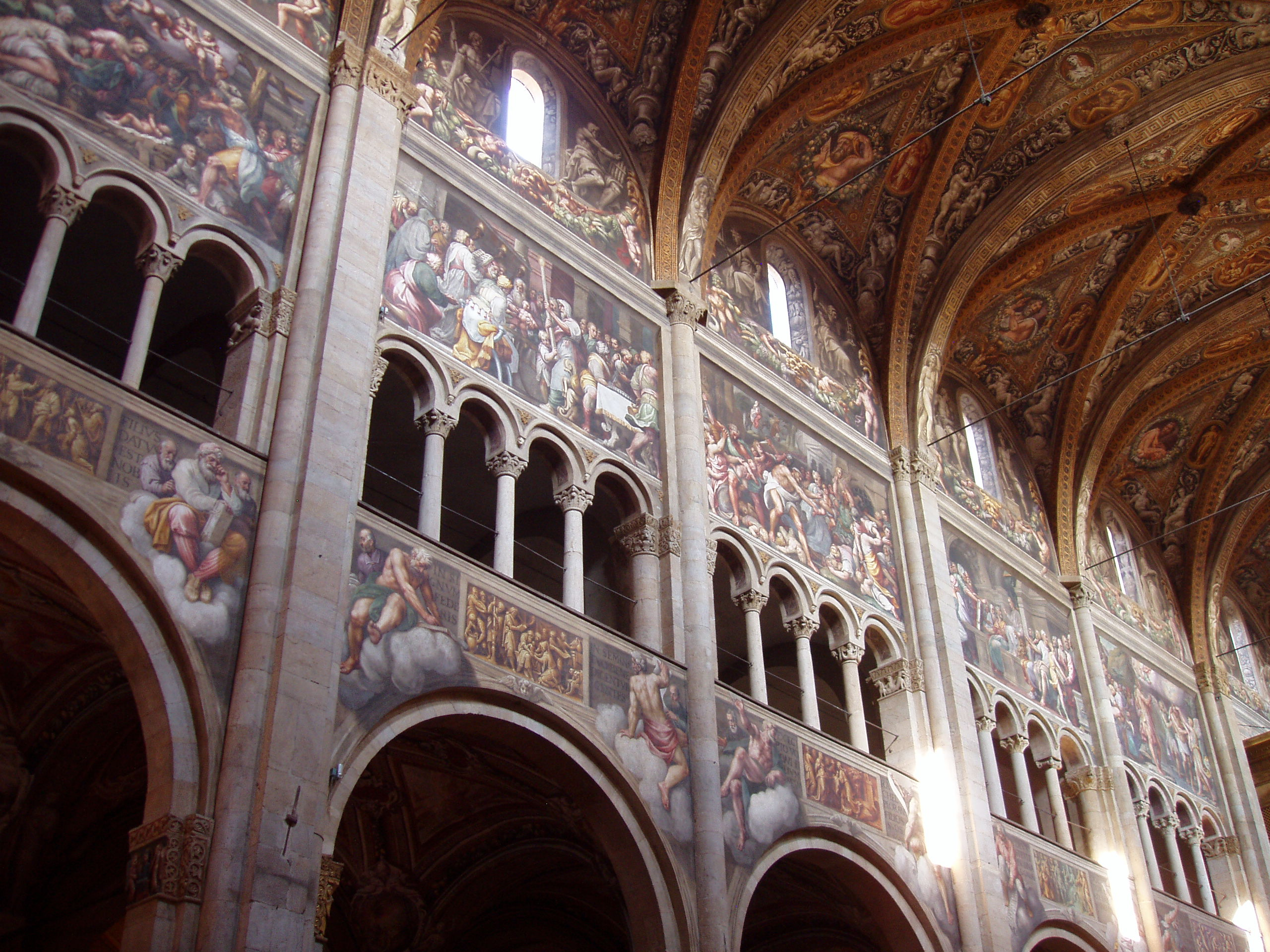
Gli affreschi di Lattanzio Gambara sulle pareti della navata centrale
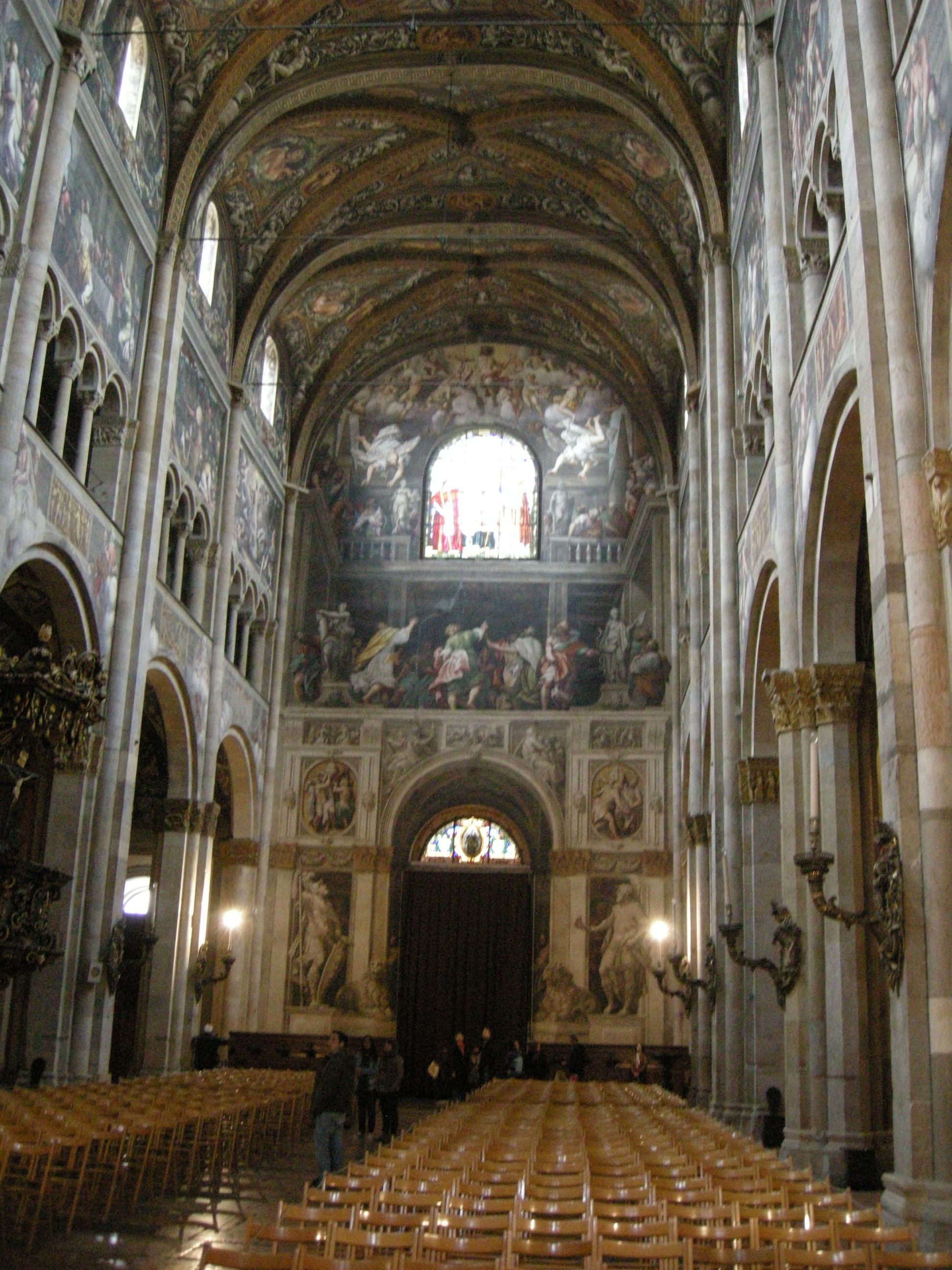
La controfacciata con l'Ascensione di Cristo di Lattanzio Gambara (1571-1573)
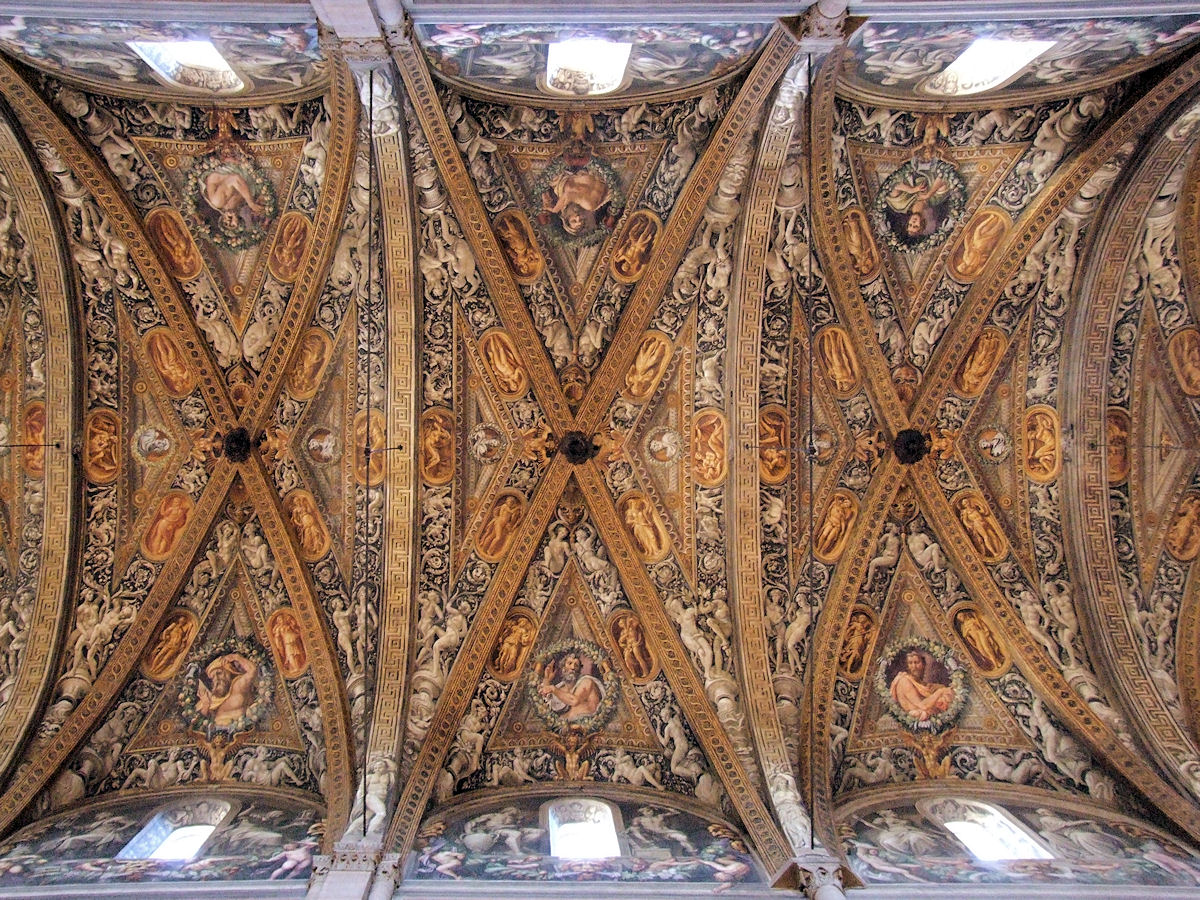
Gli affreschi della volta di Girolamo Bedoli-Mazzola
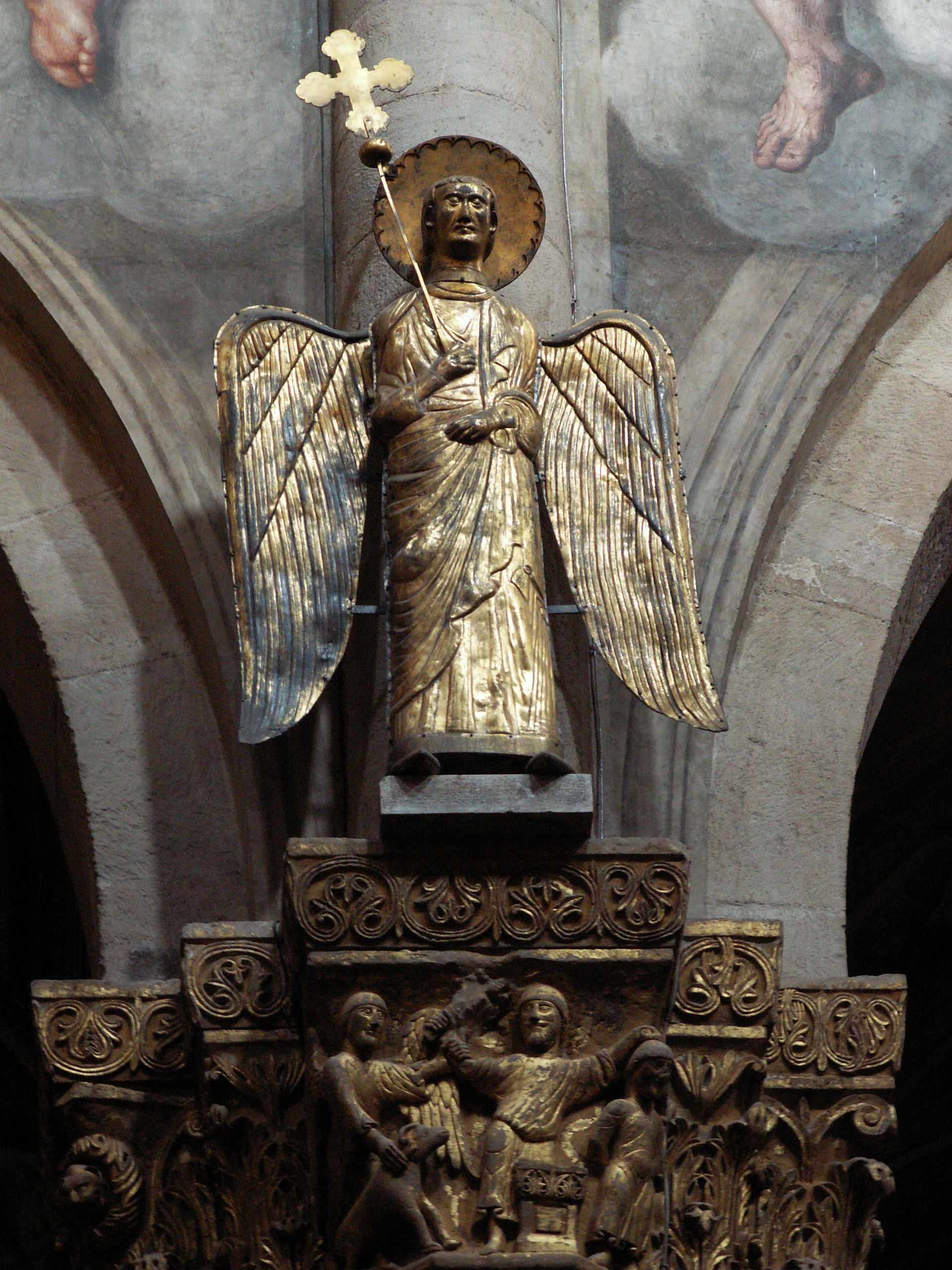
L'angelo anemografo (post-1336, ante-1426; ora al Museo diocesano) ai tempi della sua collocazione all'interno del duomo
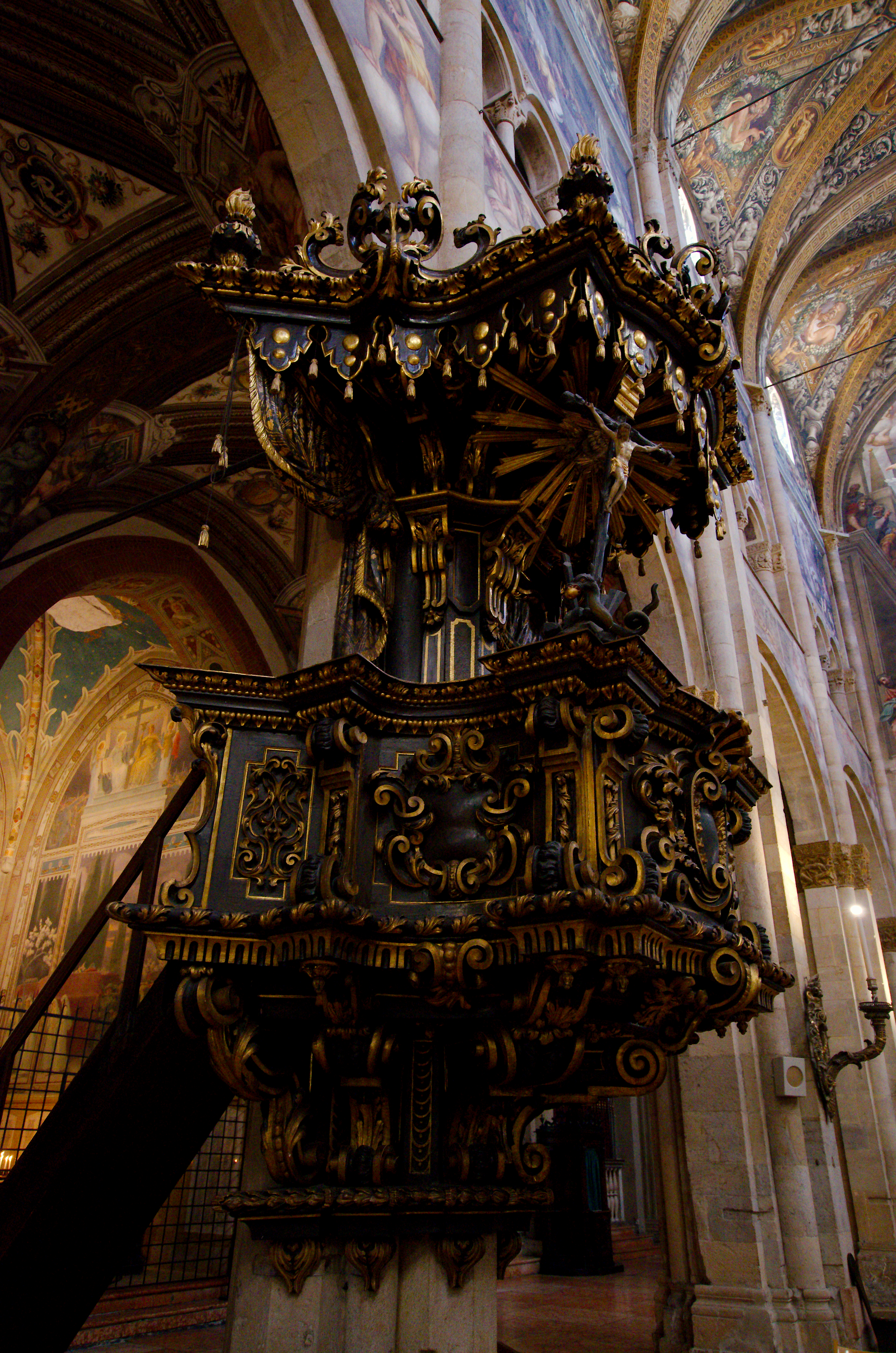
Pulpito opera di Paolo Froni (1613)

#### Navate laterali
Uguali tra loro nelle dimensioni, sono state affrescate tra il 1572 e 1574 da Alessandro Mazzola (figlio di Girolamo Mazzola Bedoli), e suoi collaboratori, per 150 scudi parmigiani. Diverse le decorazioni nelle due navate: quella di sinistra presenta in ogni vela delle campate una apertura illusoria su un cielo coperto di nubi rosate, con gli archi che si innestano su ovali con scene tratte dall'Antico Testamento: in quella di destra ogni vela ha al centro una decorazione a grottesche su fondo bianco, mentre gli archi si innestano su coppie di putti. il tutto è incorniciato da decorazioni tipicamernte manieriste.

##### Cappelle nelle navate laterali

Le posizioni delle cappelle all'interno del Duomo

Nel corso del '400 furono aperte dieci cappelle (cinque per lato) nelle navate laterali, sfruttando i contrafforti esterni che diventarono le pareti laterali interne delle cappelle. Furono erette sia da famiglie nobiliari che da corporazioni e consorzi locali. Le prime cappelle costruite, con l'eccezione della cappella Centoni, furono quelle di destra (lato sud della Cattedrale) nel primo quarto del '400, mentre la successiva costruzione di quelle del lato nord fu difficoltosa e prolungata nel tempo probabilmente a causa della presenza di edifici adicenti alla Cattedrale. Le intitolazioni delle cappelle si possono ricavare dalla relazione sulla visita apostolica compiuta dal vescovo di Rimini Giovanni Battista Castelli nel 1578-1579 nella diocesi di Parma e contenuta nel testo Visitatio civitatis et dioecesis Parmae, tenendo però presente che molte intitolazioni sono mutate nel tempo.

###### 1. Cappella del Consorzio dei Vivi e dei Morti

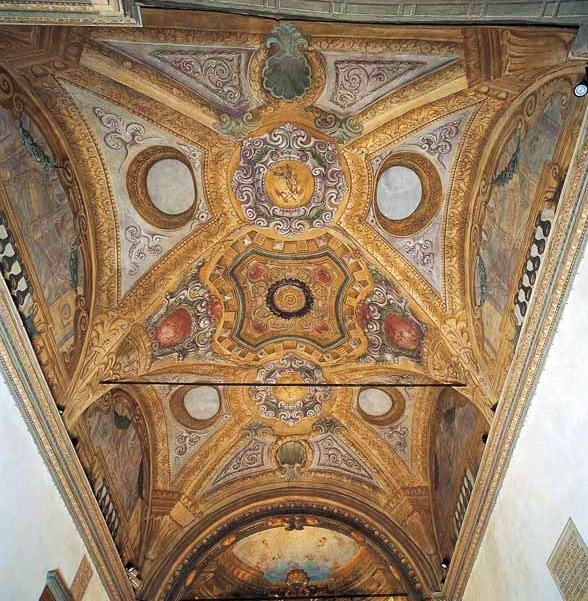
Affreschi di A. Baratta sul soffitto e sulle lunette della Cappella dei Vivi e dei Morti

Nel 1450 Miniato di Adone Aliotti beneficava nel testamento il Consorzio dei Vivi e dei Morti della cattedrale, con l'obbligo di costruire una cappella dedicata al santo di cui portava il nome; questa fu costruita in seguito (è l'odierna cappella Aleotti), ma il Consorzio costruì per sè negli anni '80 del '400 la prima cappella di sinistra. L'imponente cancello in ferro e ottone risale al 1668; l'interno, a parte alcune lapidi, ha le parete laterali spoglie ma è riccamente decorato nella volta e nelle lunette da Alessandro Baratta (fine XVII - inizio XVIII); sull'altare la pala della Visitazione di Francesco Monti (fine '600) racchiusa in una cornice barocca.

###### 2. Cappella di San Severo / del Crocefisso
Fu costruita da Giuseppe Fatuli nel 1488. per i mercanti dell'Arte della Lana, passò in seguito alla Compagnia del Crocefisso. I quattro grandi quadri che ornano la cappella rappresentano, da sinistra verso destra: Santa Lucia, Sant'Agata e Sant'Apollonia; Sant'Antonio di Padova; San Francesco riceve le stigmate e San Pasquale Baylón, dipinti da Gaspare Traversi nel 1753. I monumenti neoclassici del cardinale Caselli e del vescovo Loschi nelle pareti laterali sono opera dello scultore Tommaso Bandini, allievo di Lorenzo Bartolini

###### 3. Cappella del Sacramento
Costruita intorno al 1470 per conto della famiglia Balliani, in seguito cappella di san Gottardo. Il cancello in ferro battuto e ottone, ricco di elementi ispirati al mondo vegetale, è opera di Bartolomeo Mencacci e Francesco Civardi (1675). Il ricco altare di fine '600, opera di Alberto Oliva, proviene dalla chiesa del Carmine, sconsacrata nel periodo napoleonico. L'altare presenta un quadro ottocentesco con la Cena di Gesù in Emmaus. Completano la cappella due statue in marmo che raffigurano la Fede e la Fortezza (inizio '800) contornate ognuna da due putti reggicandelabro settecenteschi.

###### 4. Cappella Aleotti
Passata dalla famiglia Aleotti alla Compagnia della Madonna degli Angeli, l'interno è completamente affrescato con quadrature illusionistiche da Pietro Righini nel 1719. L'ancona barocca in marmi policromi, ricca di putti, ospita l'affresco staccato di una Madonna degli angioli di scuola parmigiana di fine '500. All'ingresso, vicino alla parete destra, una statua di fine '600 in marmo bianco di Carrara raffigurante la Madonna sorretta dagli angeli,  ascrivibile alla bottega di Filippo Parodi;la statua fu donata alla Cattedrale nel 1966 dal marchese Pier Luigi Pallavicino.

###### 5. Cappella Valeri

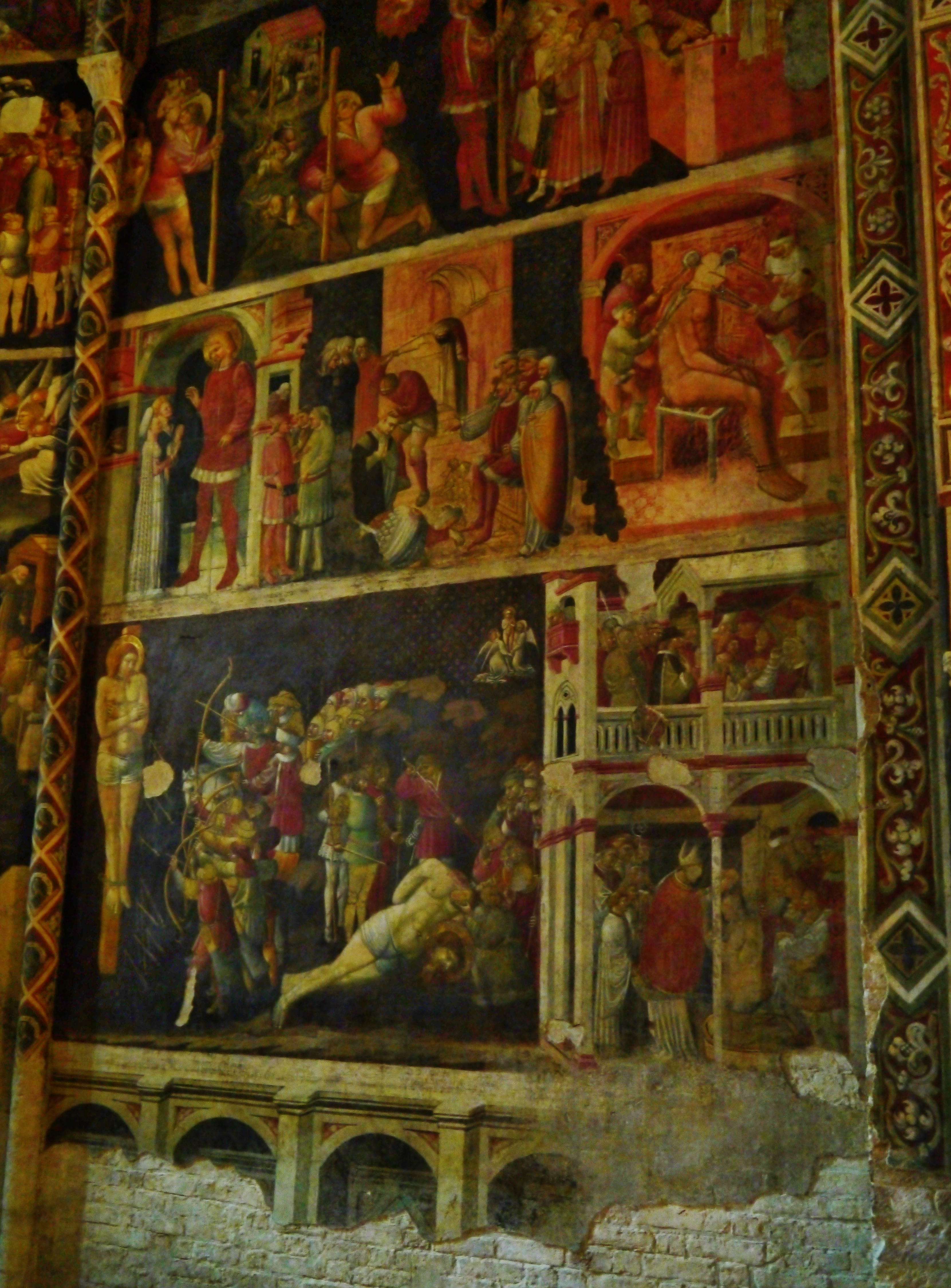
Le Storie di san Cristoforo sulla parete destra della cappella Valeri

La cappella Valeri fu realizzata da Andrea Valeri nella primavera del 1423, come da testamento del padre, il conte Cristoforo Valeri scomparso l'anno precedente. La cancellata quattrocentesca è uguale a quella della cappella Centoni che le sta di fronte, ma sopra la porta d'ingresso è stato aggiunto lo stemma della famiglia Benassi, che subentrò ai Valeri nel 1843; l'interno è completamente ricoperto dagli affreschi quattrocenteschi di Bartolino de' Grossi (e aiuti), con scene della vita dei santi Andrea apostolo, Caterina d'Alessandria e Cristoforo, ispirate dalla Legenda aurea di Jacopo da Varazze e caratterizzate dagli sfondi simili ad arazzi scuri, tipici del gotico internazionale; particolare è la crocifissione di sant'Andrea: capovolta come quella di san Pietro ma con gli arti legati alla croce come solitamente viene rappresentata quella di sant'Andrea. La volta è divisa in sette spicchi che contengono in medaglioni la storia della Vergine, e che convergono al centro verso l'arma di Cristoforo Valeri, mentre i sottili costoloni delle vele scendono verso le sei pareti trasformandosi in colonnine altrettanto sottili. In un'edicola murata sulla destra dell'altare compare una Imago Pietatis affrescata. Nei piedritti che sostengono l'arco ingresso sono raffigurati nella parte interna Sant'Andrea Apostolo (a sinistra) sormontato dallo stemma dei Valeri in bassorilievo con le iniziali "A" e "N" (le prime due lettere di Andrea [Valeri]) e dipinta al di sopra la figura allegorica della Prudenza, mentre nel piedritto di destra troviamo San Cristoforo con sopra il bassorilievo dello stemma dei Valeri con le iniziali "X" e "P" (l'inizio di Cristoforo [Valeri] in caratteri greci) e un merlo circondato da un cartiglio con il motto di famiglia in francese antico Je atand la dieu mersi (attendo la misericordia di Dio); sopra ancora, la figura allegorica della Giustizia. Nella parte esterna dei piedritti, tra decorazioni vegetali, sopra ritratti di santi, compaiono quattro uccelli dipinti circondati da cartigli con il motto di famiglia. L'altare in legno dorato è opera settecentesca di Ignazio Marchetti.

###### 1. Cappella Bernieri
Costruita nel 1422 come cappella Ardemani, presenta nel pavimento le lastre tombali dei due proprietari: quella in marmo bianco del Giovanni Ardemani (scomparso nel 1422) e quella in rosso di Verona del vescovo di Lodi Giovanni Bernieri, scomparso nel 1456. L'altare sulla parete di fondo è novecentesco, sormontato con il quadro di una Visitazione dipinta da Cristoforo Caselli (XV-XVI sec.). Nella parete di sinistra tre frammenti di affresco con la vita di San Cristoforo, provenienti dalla cappella del Comune. La balaustra e il cancello d'ingresso sono settecenteschi.

###### 2. Cappella Cantelli
Anteriore al 1420, oggi si presenta completamente ricoperta da affreschi eseguiti (1881-82) da Girolamo Magnani in stile neogotico-bizantino intorno a varie lapidi commemorative. La cornice lignea dorata della ancona sulla parete di fondo risale al '700

###### 3. Cappella Lalatta
Già esistente nel 1420, divenne in seguito cappella Baiardi. Alla fine della prima guerra mondiale fu dedicata ai caduti del conflitto; nella parte inferiore della cappella 20 lastre ricordano i nomi dei caduti, mentre le pareti sono state affrescate nel 1922 dal direttore della Pinacoteca vaticana Biagio Biagetti: nella parete di sinistra è raffigurata simbolicamente La vittoria delle armi e della pace feconda, nella parete di destra Il sacrificio per l'altare e il focolare, mentre nella parete di fondo è effigiato Cristo sormontato dalla colomba dello Spirito Santo; la rimanente parte decorativa è in stile neogotico sul modello della adiacente cappella Cantelli. Un altare novecentesco racchiude una deposizione (XVII-XVIII sec.) in terracotta policroma.

###### 4. Cappella del Comune

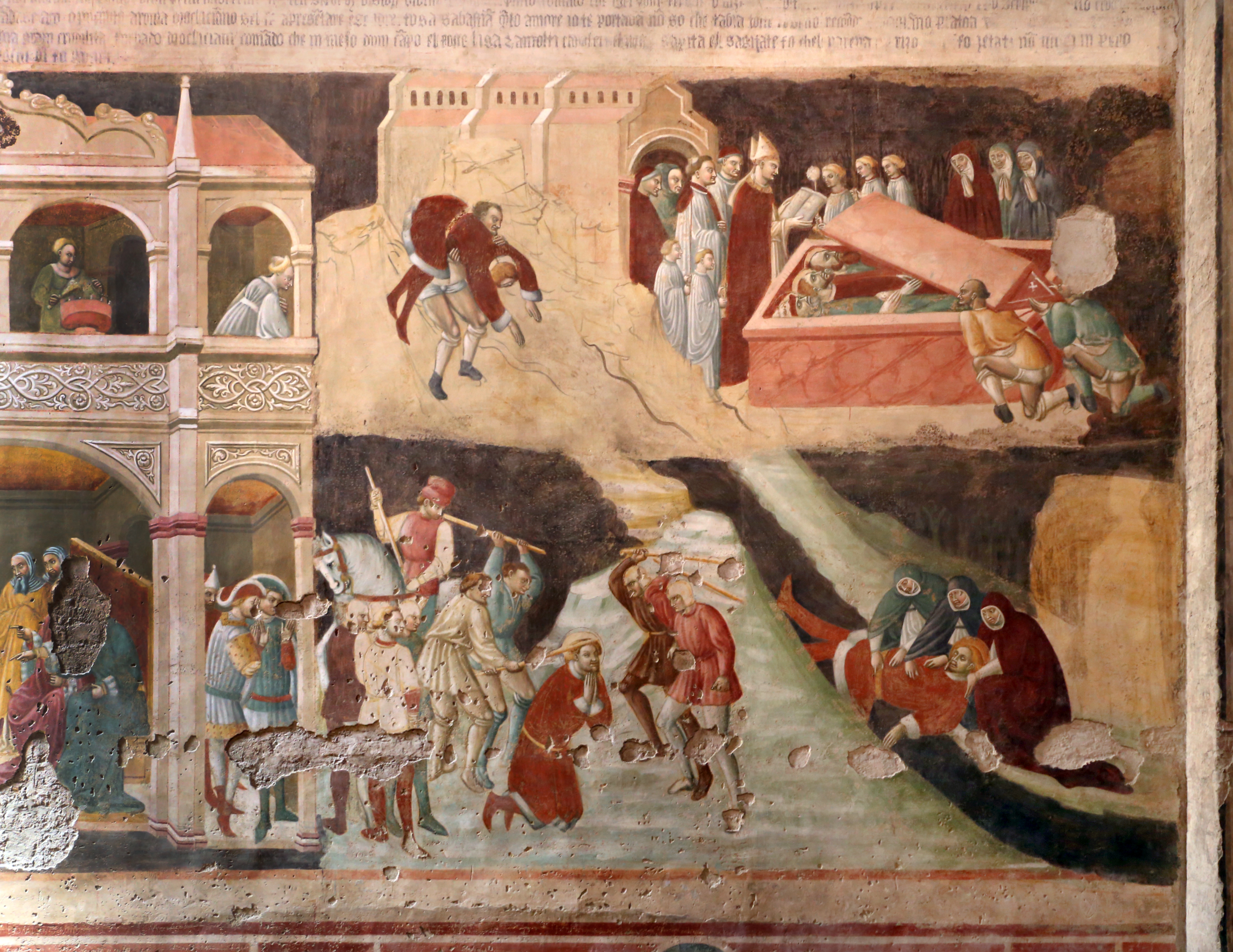
Particolare delle Storie di san Floriano e di san Sebastiano nella cappella del Comune

Si ritiene che sia stata la prima cappella costruita, nel 1411 o nel 1417, dedicata a San Sebastiano protettore contro la peste (Parma era stata colpita da una epidemia nel 1410) e san Fabiano, spesso legato a san Sebastiano in quanto il calendario li celebra lo stesso giorno (20 gennaio). Tutti gli affreschi, realizzati entro la prima metà del '400, sono attribuiti a Bartolino de' Grossi e alla sua scuola. Le pareti laterali hanno dipinto in basso uno zoccolo in finto marmo, sormontato da una fascia decorativa che alterna i due stemmi del Comune: quello originario (un torello su fondo rosso, omaggio al Podestà di Parma Torello de Strada) e quello successivo: uno scudo crociato. Al di sopra troviamo alcune scene della vita dei due santi: san Sebastiano nella parete di sinistra, e san Fabiano in quella di destra. Nei piedritti dell'arco d'ingresso compaiono le raffigurazioni a figura intera dei due santi, sormontate dallo stemma di Parma e dalle personificazioni della Giustizia (a sinistra) e della Prudenza (a destra). In un restauro ottocentesco furono staccate alcune storie di san Sebastiano e collocate nella cappella Bernieri. nella parete di fondo la pala d'altare di Michelangelo Anselmi La Vergine, il Bambino e i santi Sebastiano, Biagio, Ilario e Rocco incorniciata dal supporto in marmo policromo.

###### 5. Cappella Centoni
Costruita nel 1454 (ultima in ordine di tempo delle cappelle di destra) è dominata al suo interno dagli affreschi di Francesco Maria Róndani del 1530-31 divisi in due fasce orizzontali: in basso storie della vita di Sant'Antonio Abate dipinte in monocromo (sulla parete di sinistra il santo davanti ad un busto di marmo e un'altra scena in conversazione con dei monaci, in quella di destra la visita a San Paolo eremita e una tentazione di sant'Antonio con alcuni dèmoni che assaltano il santo). Nella fascia superiore troviamo a colori scene della vita di Cristo (a sinistra Cristo davanti a Caifa e la cattura nell'orto del Getsemani, a destra Cireneo solleva la Croce dopo la caduta di Cristo, e Pilato che si lava le mani mentre Gesù viene trascinato via dai soldati); si completa il ciclo pittorico nella parete di fondo dove sono dipinte la morte di Sant'Antonio in basso e Gesù crocifisso in alto; sempre sulla parete di fondo troviamo una pala d'altare con Madonna col Bambino, sant'Antonio Abate, san Paolo e un devoto inginocchiato (quest'ultimo forse il committente Lodovico Centoni), dipinta da Alessandro Araldi nel 1516. Nella parete destra compare anche l'arca del giurenconsulto Giovanni Centoni scolpita nel '400; dello stesso periodo la sobria cancellata in ferro battuto che chiude la cappella, gemella di quella della cappella Valeri che le sta di fronte.

#### Capocroce
Il transetto e l'abside sono rialzati e preceduti da una lunga scalinata in marmo rosso, presente sia nelle navate laterali, sia in quella centrale. Il capocroce è stato costruito nel 1180: precedentemente la cattedrale era priva di transetto e terminava con tre absidi, una per ognuna delle tre navate.

##### Cupola

Posizione della cupola all'interno del duomo

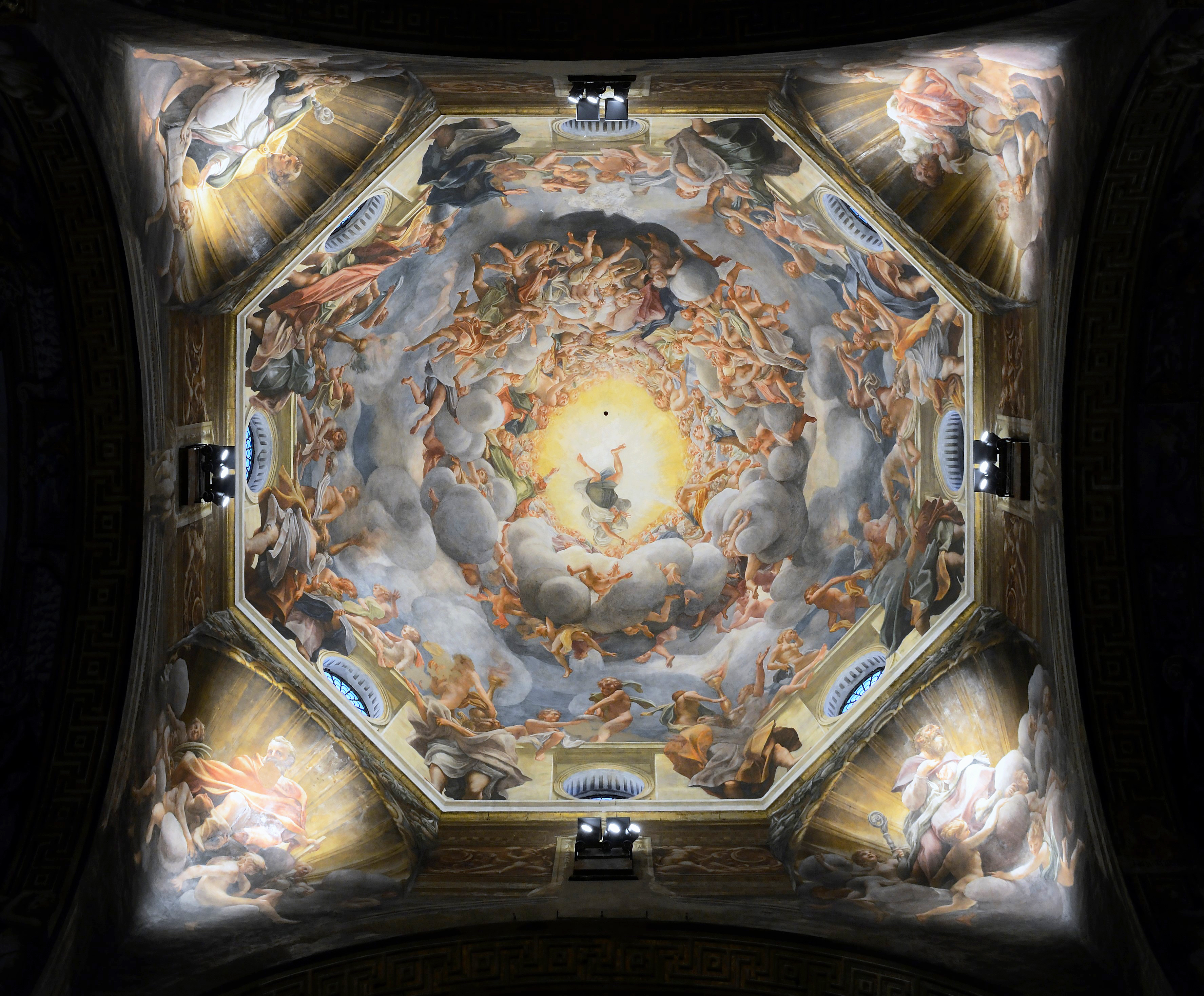
L'Assunzione della Vergine del Correggio

La crociera è coperta dalla cupola ottagonale, con lanterna solo all'esterno; nel tamburo, esternamente movimentato da un loggiato con trifore, si aprono otto rosoni circolari, uno per lato, frutto dell'ampliamento cinquecentesco dei precedenti, di origine romanica. La superficie interna della cupola è stata interamente affrescata con l'Assunzione della Vergine da Antonio Allegri detto il Correggio tra il 1524 e il 1530 circa (tra il 1530 e il 1534 secondo altri).
Il grande affresco, che ha una superficie di circa 650 m², venne iniziato solo dopo i lavori di consolidamento della cupola e terminato probabilmente per l'ottobre dell'anno 1529, anche se l'inaugurazione si ebbe nel 1530. Nella parte del tamburo, dipinti sopra una finta cornice, vi sono gli Apostoli e al di sopra del muro che li delimita dei giovincelli intenti ai preparativi della celebrazione. Al di sopra di esso, vi è una fitta spirale di nubi che terminano in un fitto groviglio di angeli, santi e patriarchi, figure femminili del Nuovo e Vecchio Testamento, disposti su più cerchi concentrici. In mezzo a questi, è riconoscibile la Madonna affiancata in un registro superiore da Adamo ed Eva e san Giuseppe. Al centro dell'affresco, è raffigurata una grande luce gialla, simbolo della presenza di Dio da cui scende Cristo per accogliere la Madonna.
Anche gli affreschi dei pennacchi sono opera del Correggio e coevi a quelli della cupola. Vi sono raffigurati i santi patroni della città: San Giovanni Battista, Sant'Ilario di Poitiers, San Tommaso (o San Giuseppe) e San Bernardo degli Uberti.

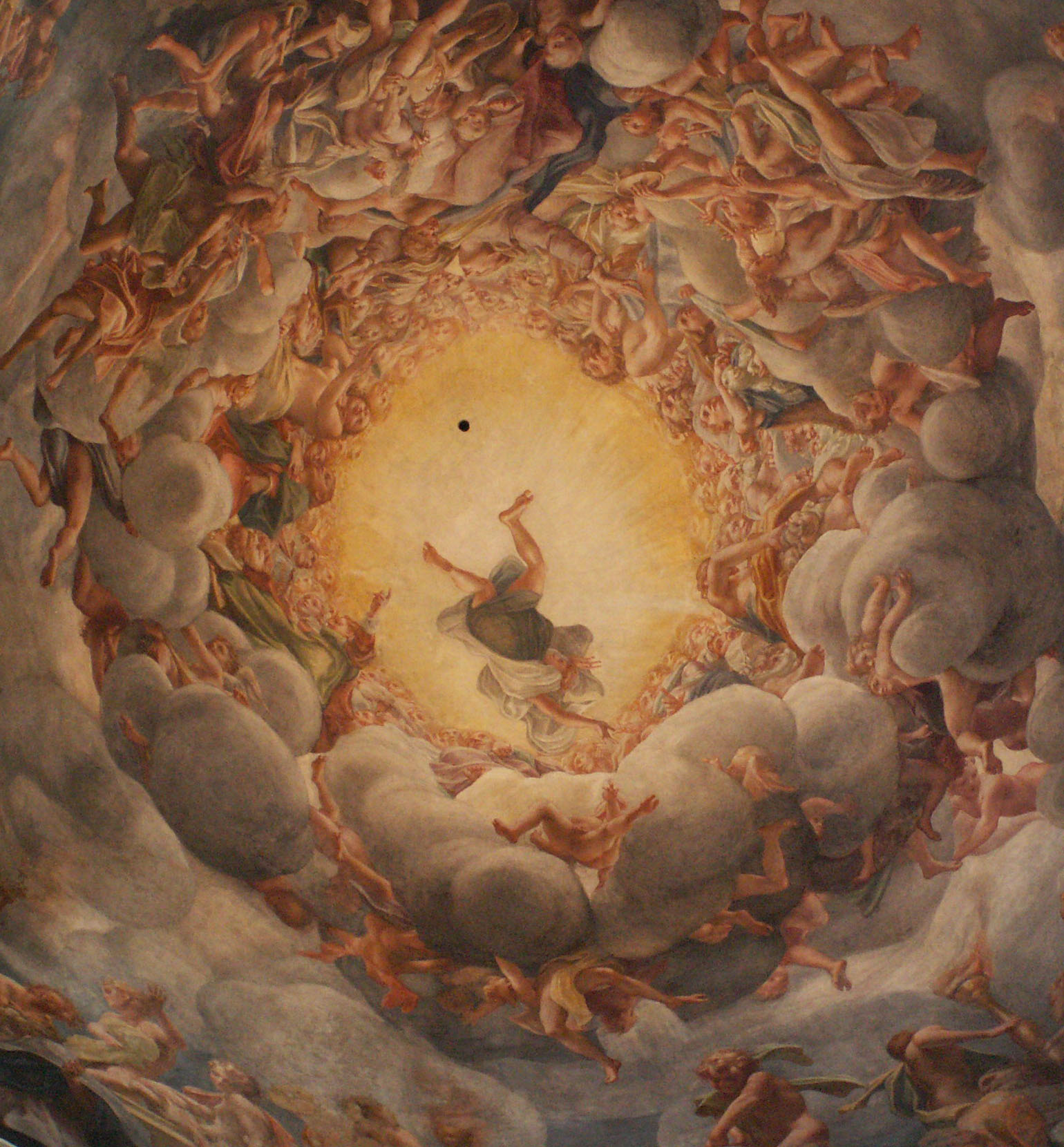
Particolare della cupola
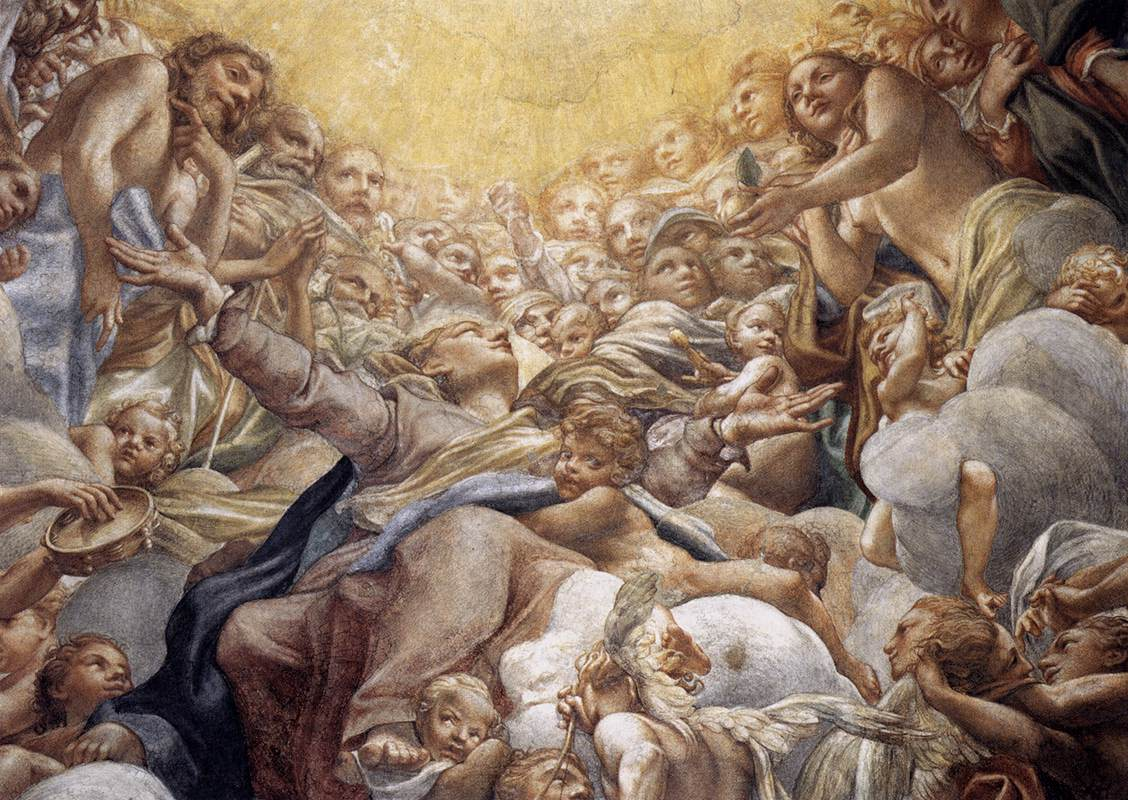
Particolare con la Madonna tra Adamo ed Eva
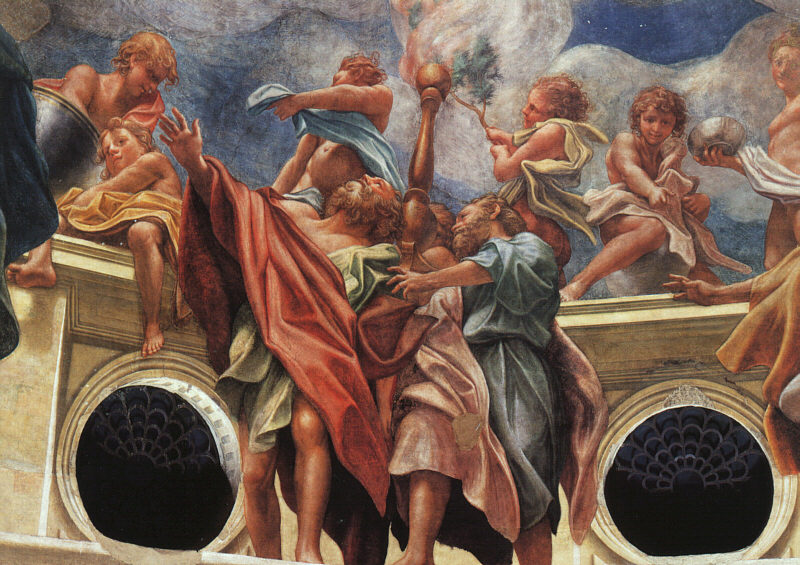
Alcune figure del tamburo
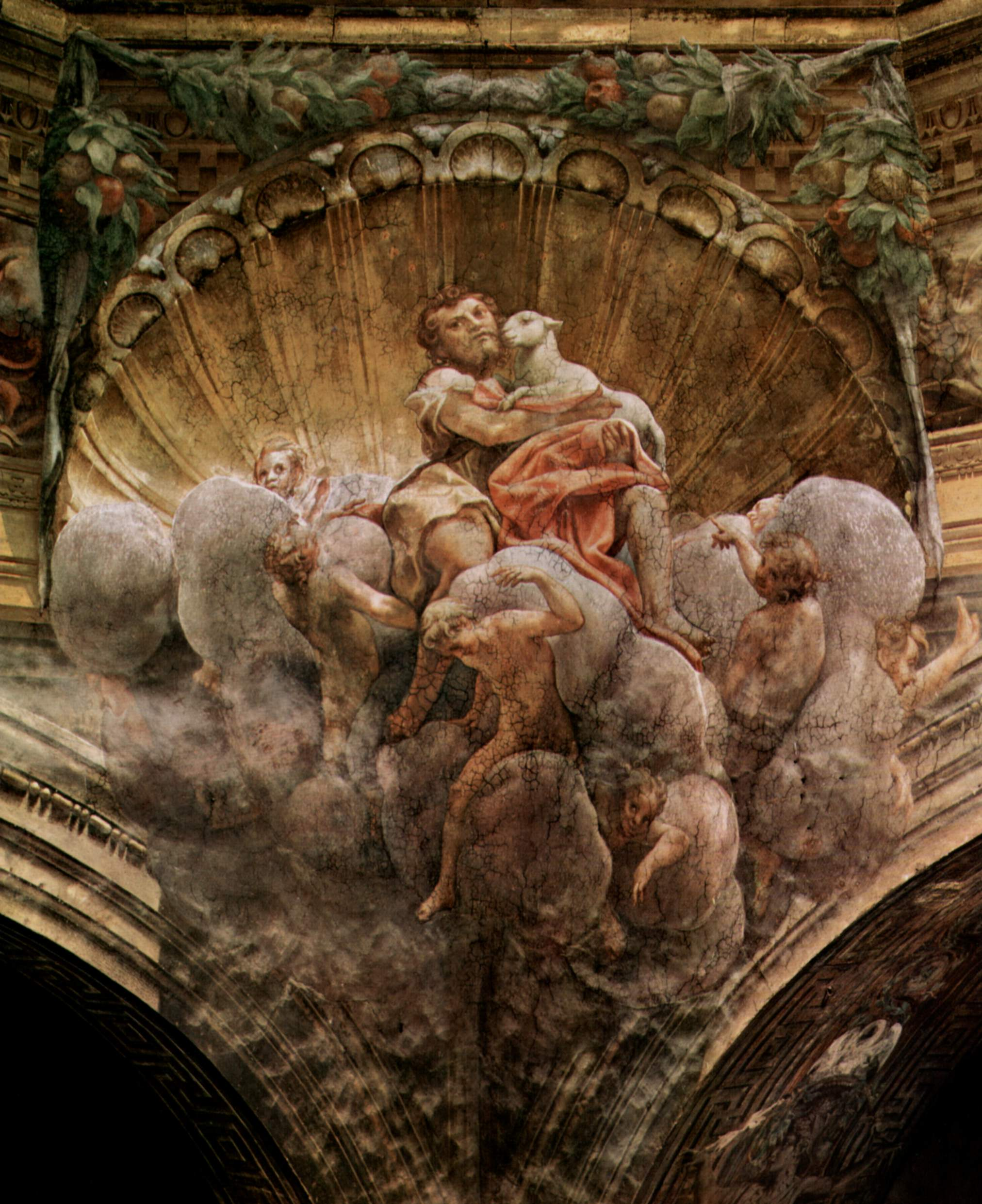
Il pennacchio con San Giovanni Battista

##### Transetto e coro

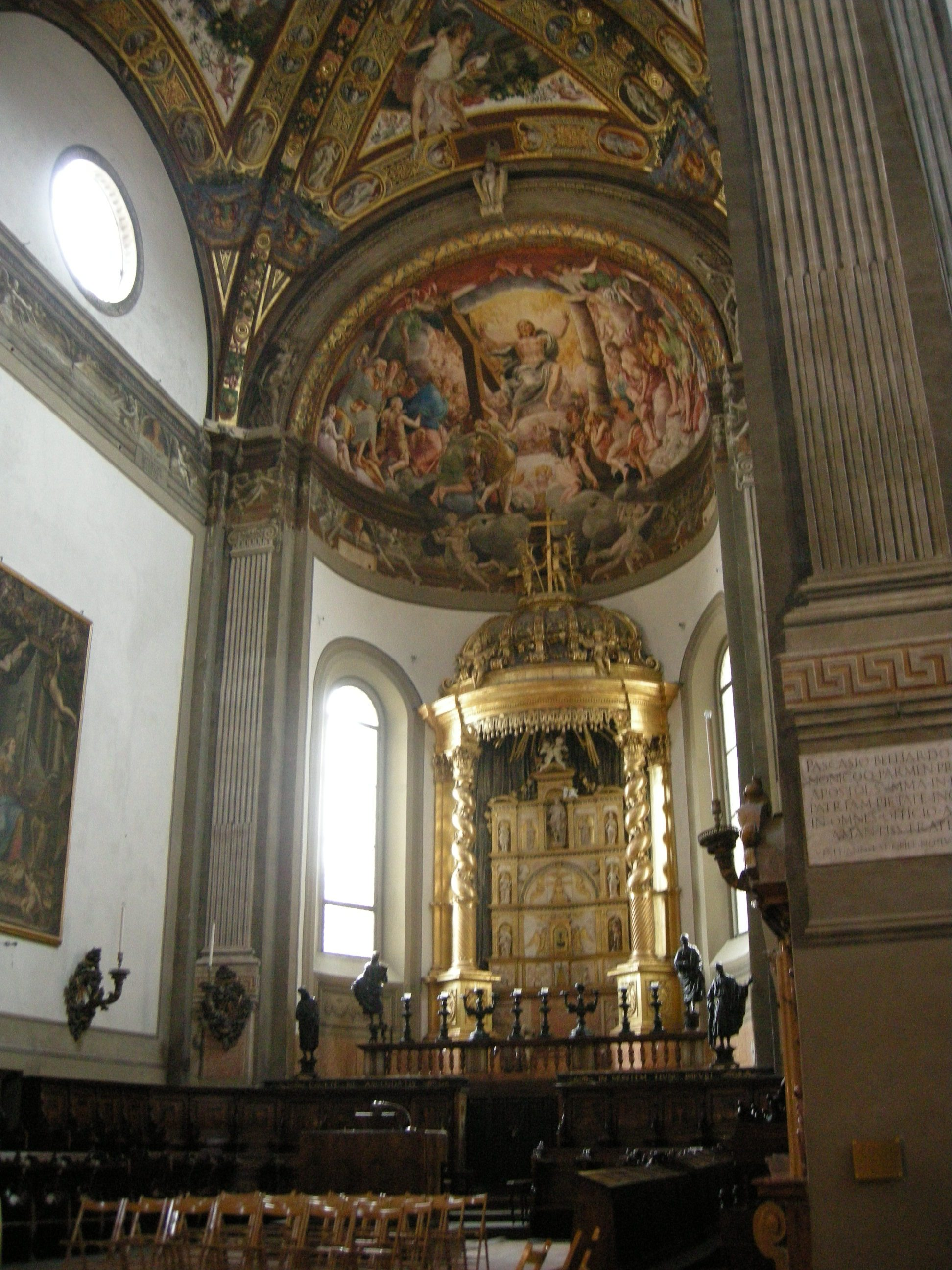
Abside

Nella crociera, si innestano i due bracci del transetto e il coro.
Il transetto è costituito, come già detto, da due bracci speculari, ciascuno dei quali è costituito da un'unica campata rettangolare con volta a crociera avente una doppia abside semicircolare: una verso l'esterno, uno in corrispondenza della relativa navata laterale; all'interno di ciascuna delle quattro absidi, si trova un altare barocco. Nel transetto destro, si trovano il Monumento funebre di Bartolomeo Montini, opera di Gian Francesco d’Agrate (1507), sede originaria dell'omonima Pala Montini di Cima da Conegliano, e la Deposizione dalla croce, opera di Benedetto Antelami (1178).
Oltre la crociera, in asse con la navata, si trova il coro, costituito da una campata rettangolare con volta a crociera e dall'abside semicircolare. Lungo le pareti del coro, vi sono i quaranta stalli lignei, realizzati dai lendinaresi Cristoforo e Lorenzo Canozi tra il 1469 e il 1473. L'abside semicircolare è interamente occupata da una sopraelevazione con balaustra marmorea e portaceri in bronzo, che ospita il complesso della cattedra vescovile, costituito da elementi di diversa epoca. L'elemento più antico è la cattedra vera e propria, un seggio di età medioevale i cui braccioli sono costituiti da due bassorilievi: San Giorgio che uccide il drago, a sinistra, e la Conversione di San Paolo, a destra. La cattedra è addossata al ciborio di Alberto di Moffeolo, che lo realizzò tra il 1486 e il 1488 in marmo bianco con, al centro, il tabernacolo affiancato da due angeli e, ai lati, entro nicchie, statue di santi e, in alto, entro un'apposita nicchia la statua di Cristo Risorto. Il ciborio è inserito all'interno dell'ancona barocca in legno scolpito e dorato, progettata nel 1766 da Gaetano Ghidetti e costituita da un coronamento a semicupola poggiante su colonne tortili con capitelli corinzi. Nel catino absidale, vi è l'affresco di Girolamo Bedoli-Mazzola raffigurante il Giudizio Universale, realizzato tra il 1538 e il 1544.

###### Deposizione dalla croce

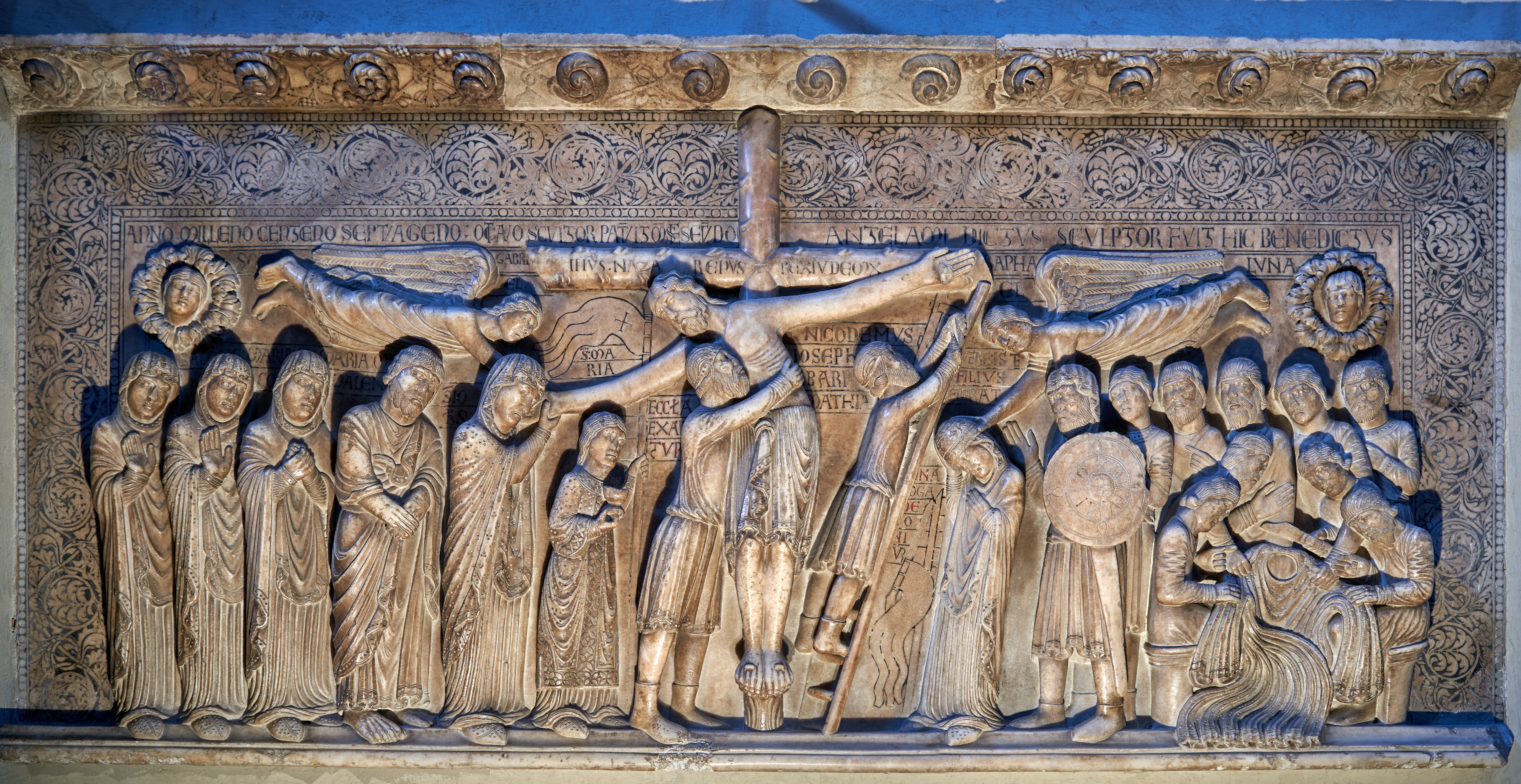
La Deposizione della croce di Benedetto Antelami

La Deposizione dalla croce, opera di Benedetto Antelami in origine, faceva parte dell'antico ambone romanico, demolito nel XVI secolo. Questo bassorilievo raffigura, al centro, Gesù che viene calato dalla croce e, ai lati, personaggi simbolici, come le tre Marie (simbolo della Resurrezione) e la personificazione dell'Ecclesia e della Sinagoga.

##### Presbiterio

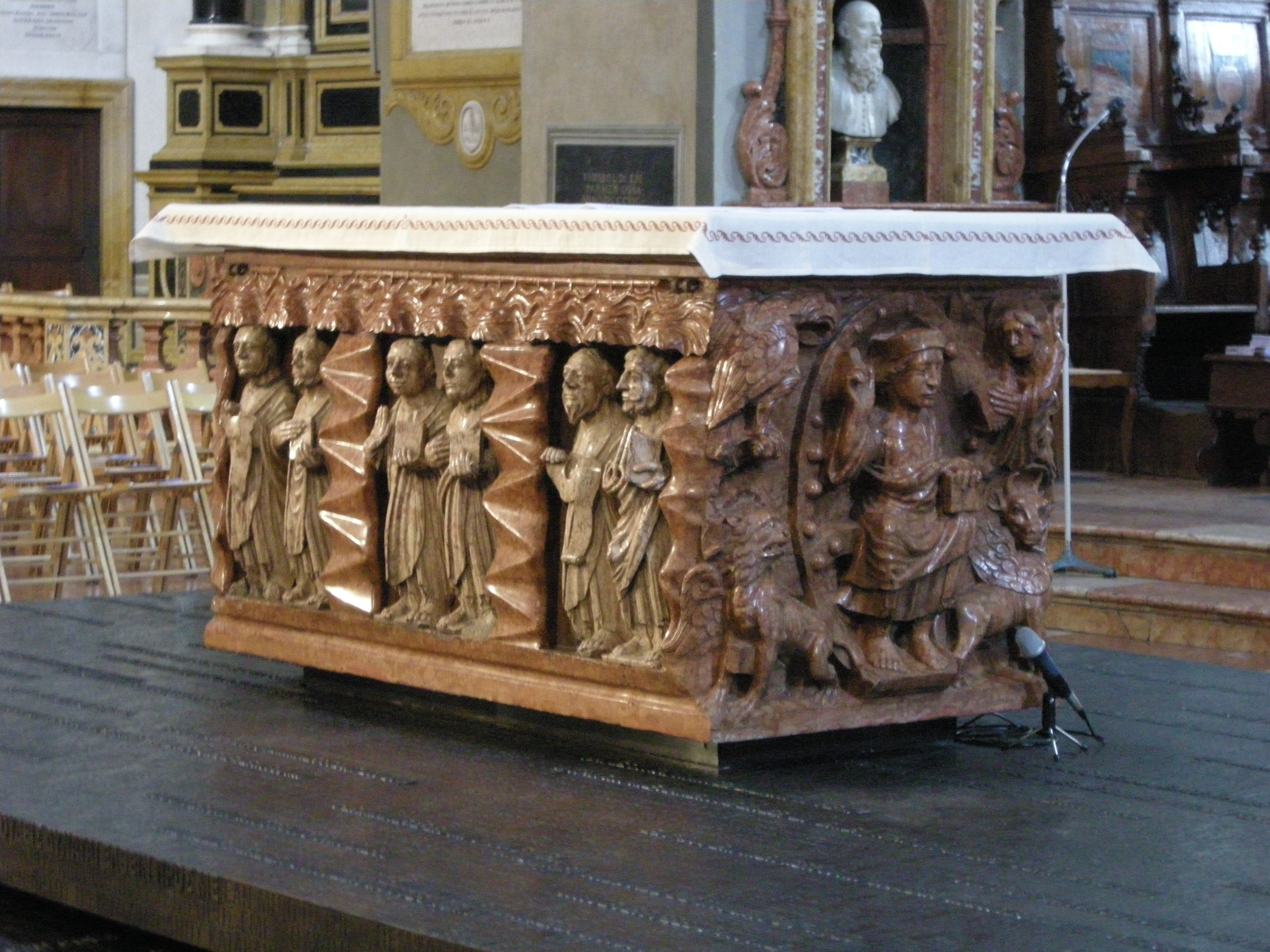
L'altare maggiore

Nel 2009, è stato realizzato, su progetto dell'architetto catalano Jaume Bach, il nuovo presbiterio in stile moderno. Esso è situato al disotto della cupola, nella crociera, ed è costituito dall'altare maggiore, dall'ambone e dalla cattedra.
L'altare maggiore, montato sopra una base formata da due gradini bronzei sui quali sono incisi passi del Vangelo in varie lingue, è un'antica arca del XII-XIII secolo contenente le reliquie dei santi martiri Abdon e Sennen, Nicomede di Roma, Ercolano di Perugia e Pudenziana. I quattro lati sono decorati da bassorilievi: sui lati anteriore e posteriore, dieci dei dodici Apostoli, sul lato di destra i Santi Abdon e Sennen e, sul lato di sinistra, entro una mandorla, il Redentore benedicente, affiancato dai simboli dei quattro Evangelisti.
In posizione avanzata, sulla sinistra, vi è l'ambone, in bronzo, e, sul lato opposto, la cattedra, dello stesso materiale. Anche questi ultimi sono decorati con citazioni in rilievo dal Vangelo.

##### Cripta

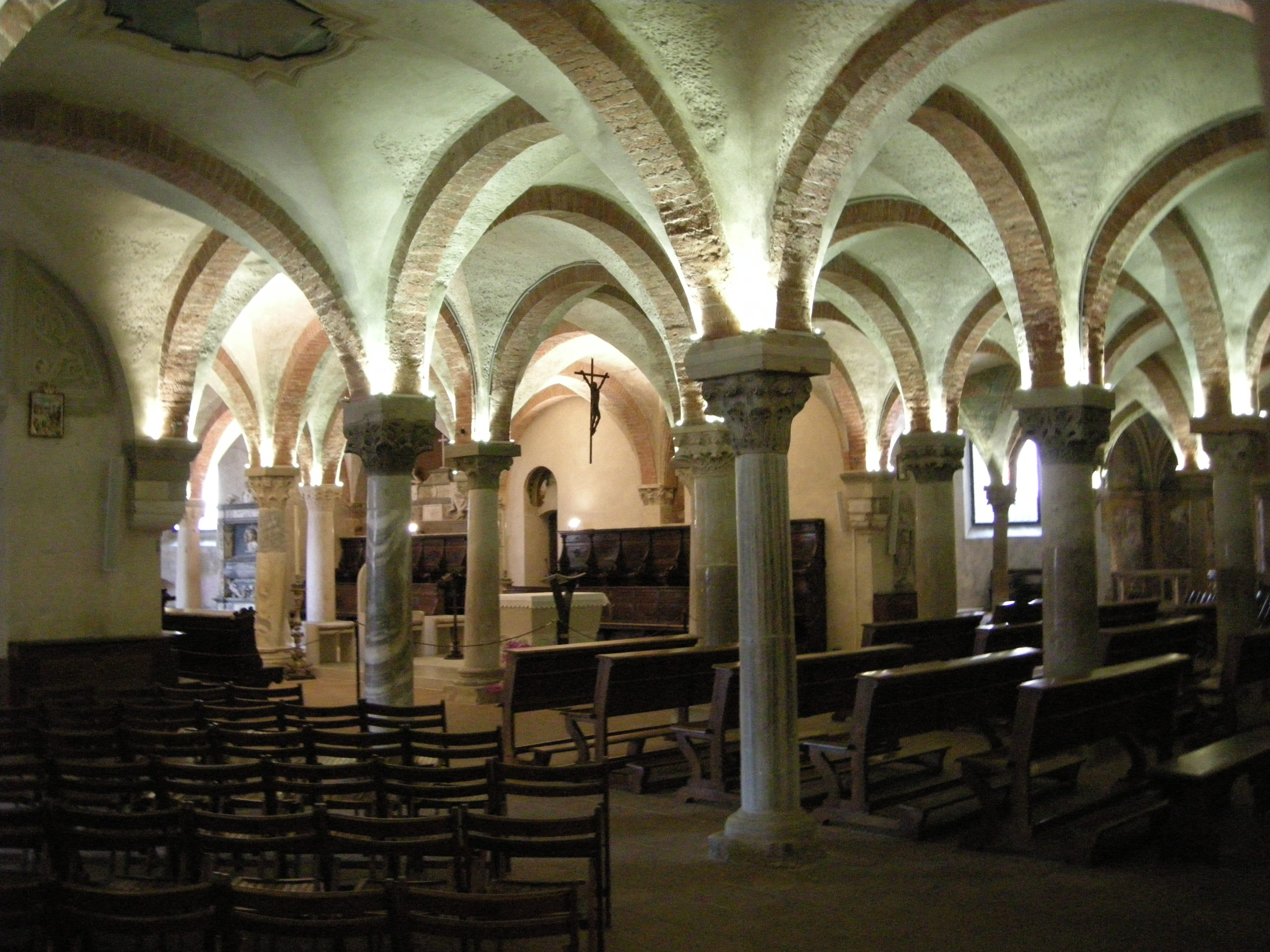
La cripta

Sotto il capocroce, si sviluppa la cripta romanica, più volte rimaneggiata. Essa è coperta con volte a crociera sorrette da colonne in marmo con capitelli scolpiti. Le navate hanno un numero variabile: in corrispondenza del soprastante transetto, sono undici, mentre sotto il coro e l'abside centrale si riducono a tre.
Al centro dell'abside, vi è il moderno presbiterio, realizzato nel 2005. Esso, rialzato di un gradino rispetto al resto della cripta, ospita l'altare marmoreo, costituito da un tronco di piramide rovesciato, l'ambone bronzeo e la sede, anch'essa in marmo. Dal soffitto pende un moderno crocifisso in bronzo, anch'esso del 2005. Ai suoi lati, vi sono gli stalli lignei, realizzati da Matteo Fabi nel 1555.
Sotto il transetto di destra, si trovano due altari laterali barocchi in marmi policromi, dedicati a San Bernardo degli Uberti, di Girolamo Bedoli-Mazzola (1544) e a Sant'Agapito. Annesse alla cripta sono la cappella Rusconi (1398) e la cappella Ravacaldi (1427).

#### Organi a canne

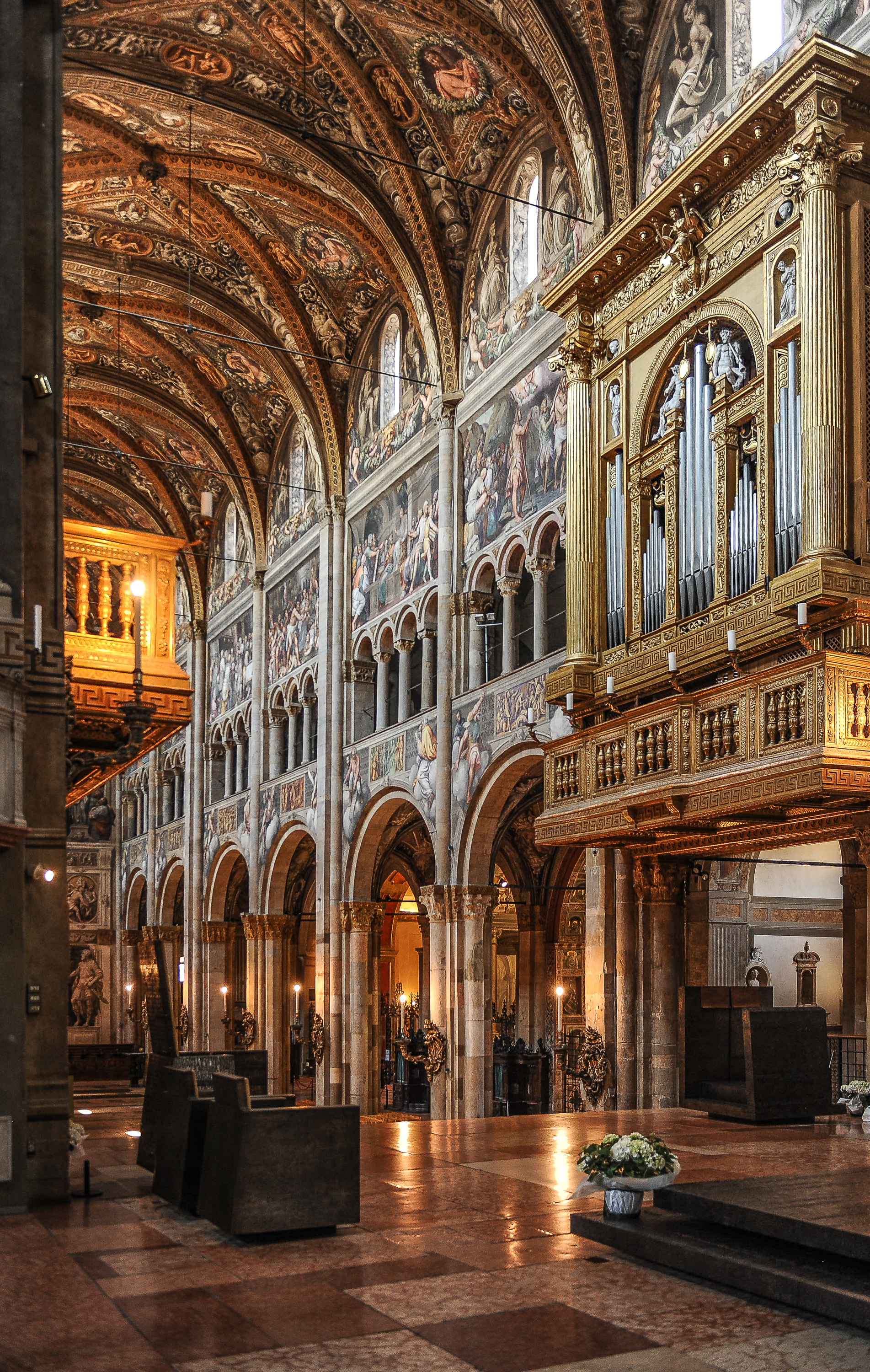
Organo maggiore Mascioni

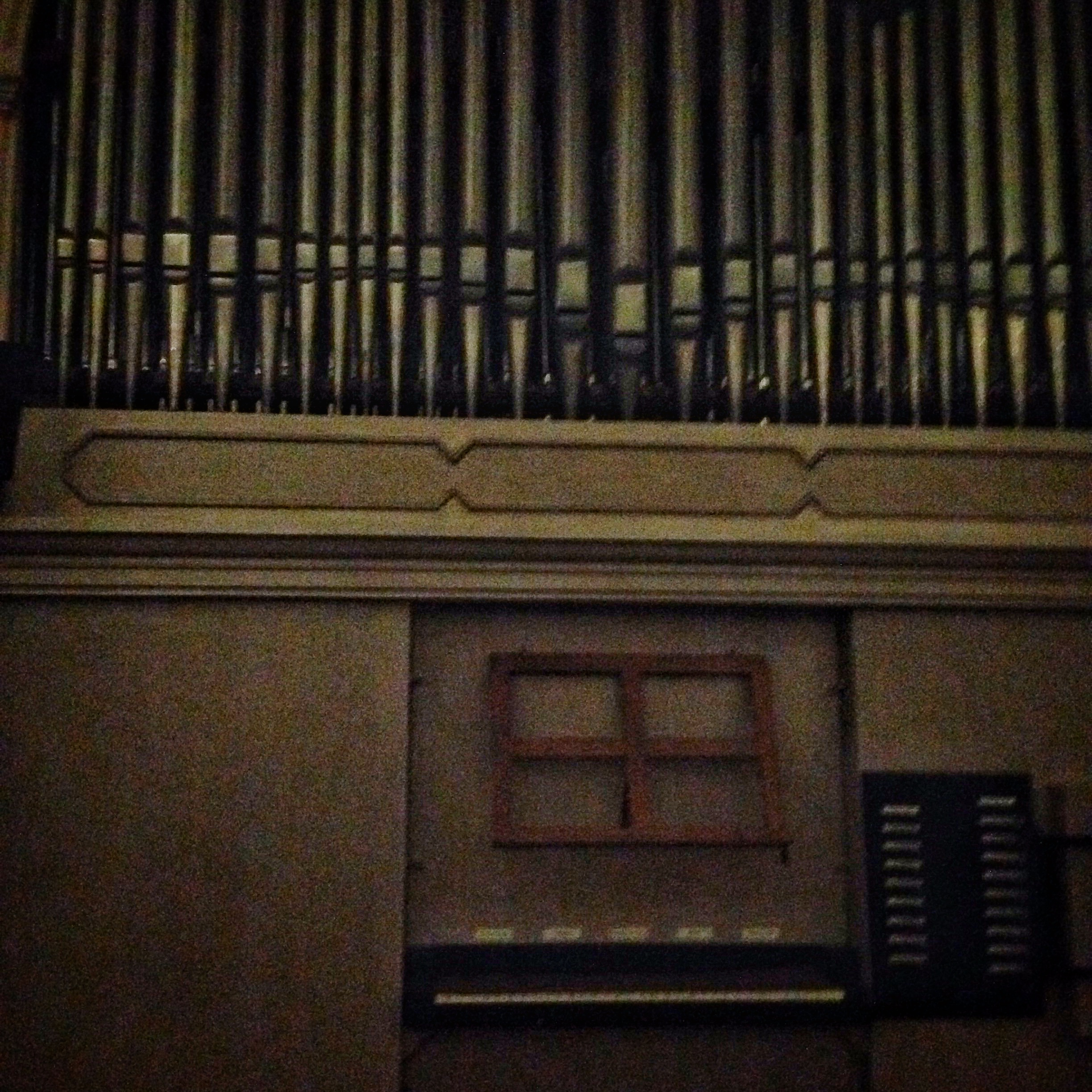
Organo della cripta

Nella cattedrale si trovano tre organi a canne:
- l'organo maggiore, il Mascioni opus 1152 (2001) è situato sulla cantoria di sinistra, nell'ultima campata della navata centrale, ed è la ricostruzione di uno strumento Serassi del 1787;
- nell'abside, sotto il basamento del ciborio, vi è il Mascioni opus 566 (1942), nucleo originario di un più grande strumento che non venne mai realizzato;
- nella cripta si trova un organo di Giuseppe Cavalli, costruito nel 1895.

## Misure
Per un confronto con le altre principali chiese romaniche della regione Emilia-Romagna si riporta una tabella con le principali misure:
|                           | Duomo di Piacenza | Duomo di Fidenza           | Duomo di Parma              | Duomo di Modena                          | Abbazia di Nonantola | Duomo di Ferrara | Abbazia di Pomposa          | Abbazia di San Mercuriale        |
| ------------------------- | ----------------- | -------------------------- | --------------------------- | ---------------------------------------- | -------------------- | ---------------- | --------------------------- | -------------------------------- |
| Lunghezza totale esterna  | 85,0 m            | 50,5 m                     | 81,7 m (escluso il protiro) | 66,9 m                                   | 45,4 m               | 118,0 m          | 44,0 m (con atrio e abside) | originaria 32,5 m attuale 46,2 m |
| Lunghezza totale interna  | -                 | 47,0 m                     | 78,5 m                      | 63,1 m                                   | 52,0 m               | -                | 42,0 m                      | -                                |
| Larghezza totale facciata | 32,0 m            | 26,6 m (comprese le torri) | 28,0 m                      | 24,7 m                                   | 25,1 m               | -                | 18,35 m                     | 15,40 m (escluso il campanile)   |
| Altezza esterna facciata  | 32,0 m            | -                          | 29,0 m                      | 22,3 m (coi pinnacoli 29,6 m)            | -                    | -                | 14,1 m                      | 12,85 m                          |
| Altezza campanile         | 71 m              | -                          | 64 m                        | 86,12 m (compreso rialzo del XIV secolo) | -                    | 45 m             | 48,5 m                      | 75,58 m                          |